# Casato di Rohan

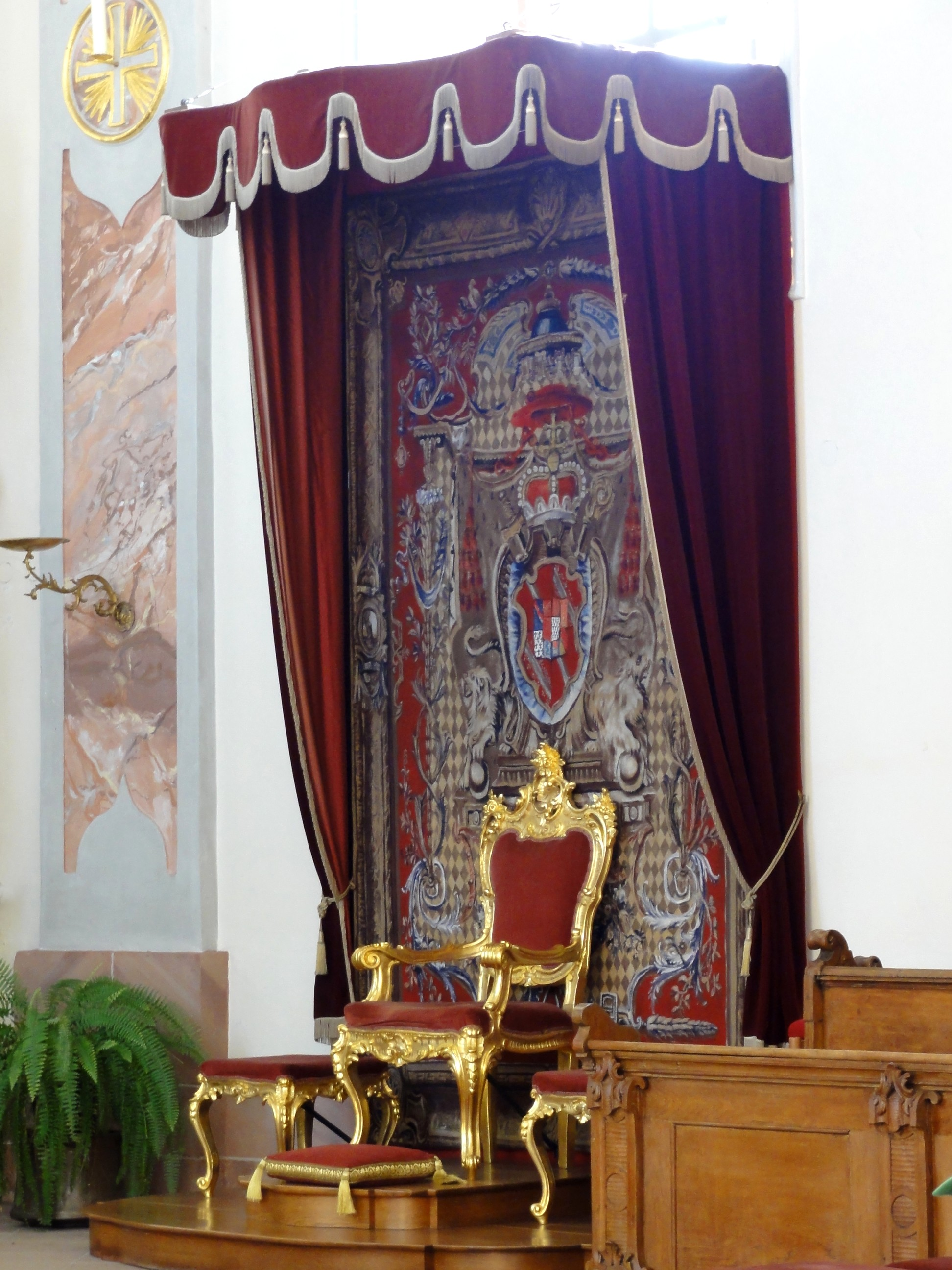
Il trono con le insegne di Casa Rohan del Principe Vescovo di Strasburgo Louis-René-Édouard de Rohan-Guéménée

Il casato di Rohan è un'antica famiglia nobile originaria della Bretagna, divenuta poi tra le più grandi e potenti di Francia.
Molti suoi membri ricoprirono importanti ruoli politici ed ecclesiastici, tanto che il titolo di Vescovo di Strasburgo divenne di fatto un titolo ereditario del casato. Ancora oggi la sede ufficiale dei vescovi, restaurata e abbellita da Armand I de Rohan, è nota come Palais des Rohan.

## Storia

### Origini
La famiglia di Rohan sostiene di discendere dai primi Re di Bretagna attraverso il semileggendario Conan Meriadoc. Tra gli antenati c'erano sicuramente i visconti di Porhoët: secondo lo storico Jean Paul Soubigou, il primo visconte conosciuto, Guethenoc (fl. 1028), è stato probabilmente visconte di Rennes essendo collegato alla nobiltà della regione della Loira, ma potrebbe avere avuto tenute intorno a Josselin, dove ancora oggi si trova un castello di proprietà dei Rohan.
Il figlio di Guethenoc, Josselin I (Goscelinus in latino o Gauzilin in franco), morto nel 1074, aveva partecipato alla battaglia di Hastings e alla conseguente conquista dell'Inghilterra al fianco di Guglielmo il Conquistatore. Gli vennero concesse terre nel Bedfordshire, Buckinghamshire e Gloucestershire, e la città di Caerwent. Fu padre di Mainguy, vescovo di Vannes, e Oddone I, visconte di Porhoët, Rohan e Guéméné († dopo il 1092), che sposò Anna di Léon ed ebbe diversi figli: Geoffrey, che ereditò la viscontea di Porhoët, e Alano il Nero (1084–1147), visconte di Rohan e Castelnoec (fl. 1127), che costruì il castello di Rohan.

### Rivalità con la corona bretone

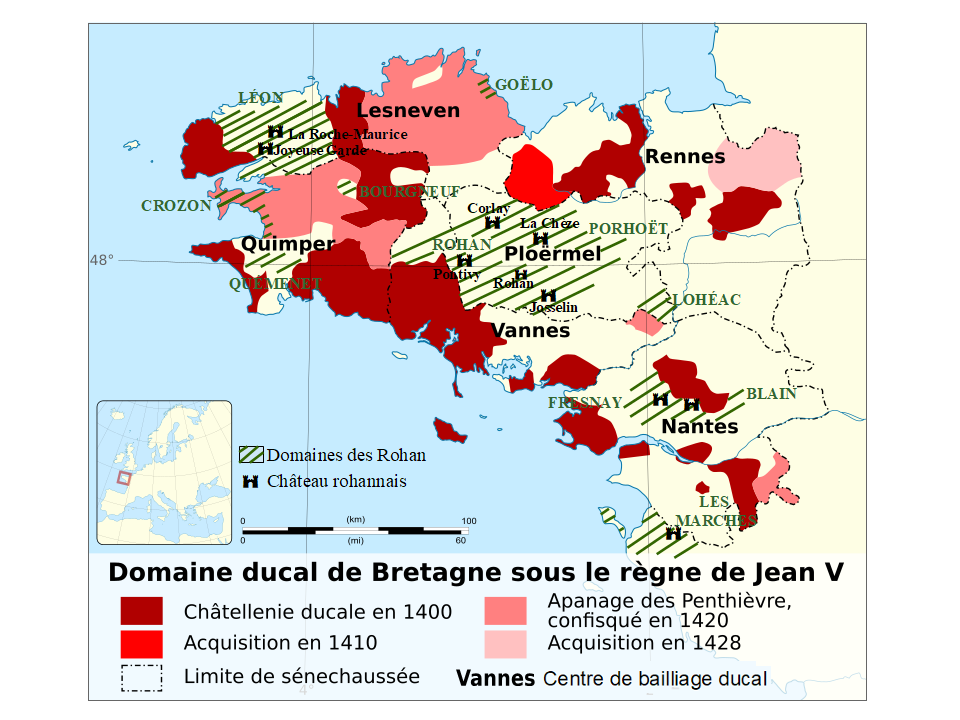
Domini dei Rohan in Bretagna nel XV secolo

Dal XII secolo al XV secolo, i Rohan mantennero e aumentarono le loro proprietà attraverso matrimoni, acquisizioni, eredità, lasciti e scambi. Divennero così rivali dei Duchi di Bretagna per tutto il Medioevo, contrastandoli come nel caso di Giovanni II di Rohan. La grande Viscontea, più potente che mai, controllava quasi 200.000 bretoni su circa un quinto del territorio bretone. Il cuore della viscontea di Rohan era formato dal cosiddetto triangolo rohannais (le tre grandi fortezze di La Chèze, Josselin e Pontivy), il cui centro è il villaggio di Rohan, feudo nominale della famiglia il cui castello fu poi abbandonato a favore degli altri tre.
Per contrastare la potenza dei Rohan e dei Rieux, famiglie che dividevano la penisola armoricana in due parti uguali, i Duchi bretoni negarono l'accesso alle coste e bloccarono la loro avanzata nella parte orientale del ducato attraverso le rocche delle Marche di Neustria, i cui capisaldi principali erano Rennes e Nantes. I Rohan, divenuti nel frattempo impopolari, si arrestarono, finquando tornarono solo con il supporto diretto dell'esercito francese durante la campagna del 1487 nella guerra franco-bretone, che è stata segnata da divisioni interne tra i baroni della Bretagna (Rohan, Rieux, Laval) che costantemente cambiavano schieramento. Nell'inverno 1487-1488, Giovanni II era circondato dalle truppe ducali: le sue fortezze di La Chèze, Josselin, Rohan e Pontivy caddero uno dopo l'altra nel marzo 1488. Il Visconte bramava la corona ducale per il figlio, ma non riuscì ad ottenerla. Nel 1491, il matrimonio tra Anna di Bretagna e di Carlo VIII di Francia avviò l'annessione del ducato alla corona di Francia, un'unione che fu definitivamente ratificata nel 1532.
I Rohan si imparentarono più volte con la famiglia ducale bretone, l'ultima delle quali nel 1407.
Enrico II di Rohan, uno dei più grandi capitani del suo tempo, scelse Pontivy come città capitale del suo feudo.

### XVII secolo
Nel XVII secolo, i membri della famiglia Rohan cominciarono a usare la loro genealogia e il loro potere alla Corte di Francia per ottenere il rango di Prince étranger, diventando in tal modo secondi solo ai Principi del sangue e prima di tutti i duchi e i pari. Il loro obiettivo era quello di dimostrare che gli ex re di Bretagna avevano governato efficacemente e che i Rohan erano appunto i loro diretti discendenti.

### Alla Corte di Francia
I Rohan si assicurarono la loro posizione attraverso alleanze con altre famiglie di Principi stranieri, come i Lorena, i La Tour d'Auvergne e i Condé, cosa che portò all'elevazione della loro proprietà di Guéméné, di Soubise e di Léon in principati, all'adesione al Vescovado di Strasburgo, alla vicinanza ai Re di Francia, basti pensare a Luigi XIV e Madame de Soubise, Luigi XV e il Maresciallo di Soubise, Luigi XVI e di Madame de Marsan, governante dei figli di Francia, e, successivamente, alla nomina a Principi dell'Impero.

### I Rohan oggi
Numerosi rami dei Rohan si sono estinti: sopravvivono ancora quello dei Rohan-Rochefort e quello dei Rohan-Chabot.

## Membri laici del casato
- Enrico II di Rohan, conte di Rohan e primo duca di Rohan, uomo politico e militare francese
- Beniamino di Rohan-Soubise, principe francese e leader ugonotto, fratello di Enrico II
- Carlo di Rohan-Soubise, uomo politico e generale francese, ministro di Luigi XV e Luigi XVI e dal 1758 maresciallo di Francia

## Membri del casato nominati vescovi di Strasburgo
- Armand I de Rohan-Soubise, primo membro del casato ad essere nominato vescovo di Strasburgo e amministratore dell'omonima Provincia, dal 1713 divenne Gran Cappellano di Francia
- Armand II de Rohan-Soubise, successore di Armand I de Rohan-Subise e suo successore come Vescovo di Strasburgo
- Louis-César-Constantin de Rohan-Guémené-Montbazon, terzo componente del casato a ricoprire la carica di vescovo di Strasburgo
- Louis-René-Édouard de Rohan-Guéménée, ultimo membro del casato a ricoprire la carica di vescovo di Strasburgo, fu uno dei personaggi coinvolti nell'affare della collana della regina Maria Antonietta

## Altri membri
- Emmanuel de Rohan-Polduc, Gran maestro dell'Ordine di Malta
- Louis-François-Auguste de Rohan-Chabot, cardinale della Chiesa cattolica
- Victoire Armande Josèphe de Rohan-Soubise, principessa di Guéménée
- Josselin de Rohan-Chabot, XIV duca di Rohan, politico francese

## Genealogia
Casato di Rohan
```
     │    │
     │    └──> 
 ramo dei 
baroni Zouche

     │         │
     │         └──> 
 Rohan (†)
     │              │
     │              ├──> 
 
ramo di Rohan-Guéméné
 (†)
     │              │         │    │    │
     │              │         │    │    └──> 
 
ramo di Rohan-Rochefort

     │              │         │    │
     │              │         │    └──> 
 
ramo di Rohan-Soubise
 (†)
     │              │         │
     │              │         └──> 
 
ramo di Rohan-Gié
 (†)
     │              │                   │
     │              │                   └──> 
 
ramo di Rohan-Chabot
 (discendente dai Rohan in linea femminile)
     │              │
     │              └──> 
 
ramo di Rohan-Gué-de-l'Isle
 (†)
     │                        │
     │                        └──> 
 
ramo di Rohan-Polduc
 (†)
     │
     └──> 
 
ramo di Rohan-Montauban
 (†)
```

Genealogia generale del Casato di Rohan
```
Guéthénoc
 († dopo il 1021), probabilmente visconte di Rennes; la sua ascendenza è sconosciuta
[
2
]
.
               x 
Alarun de Cornouaille

               │
               └──> 
Josselin I di Porhoët
 (circa 1032-1074), visconte di Bretagna, di Rennes e di Porhoët
                    x 
?

                    │
                    └──> 
Oddone I di Porhoët
 (… – post 1092), visconte di Porhoët e di Rennes
                         x 
Emma di 
Léon
[
3
]
 (…–1092)
                         │
                         └──> 
Alano di Porhoët detto 
Alano I il Nero
 (1084–1147), visconte di Rohan, visconte di Castelnoec
                              x (1128) 
Villana de Castille
 (circa 1085–…)
                              │
                              ├──> 
Alain II de Rohan
 (…–1170), visconte di Rohan, visconte di Castelnoec, signore di 
Guéméné
 e di 
Guingamp

                              │    xx?
                              │    │
                              │    ├──> 
Alain III de Rohan
 (1135–1195), visconte di Rohan
                              │    │    x (post 1164) Constance de Penthièvre detta "
Constance di Bretagna"
[
4
]
 (circa 1140 – circa 1184), 
dama di Richmond
, di 
Corlay
 e di 
Mûr-de-Bretagne

                              │    │    │
                              │    │    ├──> 
Alain IV de Rohan
 il Giovane
 (1166–1205), IV visconte di Rohan, signore di 
Guéméné
, crociato
                              │    │    │    x 
Mabile de 
Fougères
[
5
]
 (… – ante 1198)
                              │    │    │    │
                              │    │    │    ├──> 
Geoffroy
 
de Rohan
 (1190–1221), V visconte di Rohan
                              │    │    │    │    x 
Marguerite de Thouars

                              │    │    │    │    x (post 4 maggio 1220) 
Gervaise de Vitré detta "
Gervaise de Dinan
"
[
6
]
 (circa 1185 – circa 1238), viscontessa di 
Dinan
 Sud e di Léon, dama di 
Bécherel

                              │    │    │    │
                              │    │    │    ├──> 
Conan de Rohan
 (1190-1221)
                              │    │    │    │
                              │    │    │    ├──> 
Olivier I de Rohan
 (post 1191 – 1228), VI visconte di Rohan
                              │    │    │    │
                              │    │    │    ├──> 
Alain
 V 
de Rohan
 (ante 1205-1242), VII visconte di Rohan
                              │    │    │    │    x 
Aliénor de Porhoët
[
7
]
 (circa 1200-…), signora di Lannouée
                              │    │    │    │    │
                              │    │    │    │    ├──> 
Alain
 VI 
de Rohan
 (1232-1304), VIII visconte di Rohan
                              │    │    │    │    │    x Isabeau de Léon detta "
Isabeau de Correc
"
[
8
]
 (…-1266)
                              │    │    │    │    │    x (1266) 
Thomasse di 
La Roche-Bernard
[
9
]
 (circa 1245 – circa 1304)
                              │    │    │    │    │    │
                              │    │    │    │    │    ├──> 
Olivier II de Rohan
 (1271-1326), IX visconte di Rohan
                              │    │    │    │    │    │    x (1307) 
Alix de Rochefort
[
10
]
 (circa 1285-…)
                              │    │    │    │    │    │    │
                              │    │    │    │    │    │    ├──> 
Alain VII di Rohan
 (circa 1308-1352), X visconte di Rohan
                              │    │    │    │    │    │    │    x (1322) 
Jeanne de 
Rostrenen
[
11
]
 (circa 1300-1372), signora di 
Guéméné
-Guégant
                              │    │    │    │    │    │    │    │
                              │    │    │    │    │    │    │    ├──> 
Jean I de Rohan
 (1324-1396), XI visconte di Rohan, signore di 
Guéméné

                              │    │    │    │    │    │    │    │    x (1349) 
Jeanne de Léon
[
12
]
 (…–1372), viscontessa di Léon
                              │    │    │    │    │    │    │    │    │
                              │    │    │    │    │    │    │    │    ├──> 
Alain
 VIII 
de Rohan
 (1396-1429), visconte di Rohan e di Porhoët, signore di 
Blain
, di Noyon-sur-Andelle, di 
Pont-Saint-Pierre
 e di 
Radepont

                              │    │    │    │    │    │    │    │    │    x (1407) 
Béatrix de Clisson
[
13
]
 (…-1448), viscontessa di Porhoët, dama di 
Blain
, baronessa di 
Pontchâteau

                              │    │    │    │    │    │    │    │    │    │
                              │    │    │    │    │    │    │    │    │    └──> 
Alain
 IX 
de Rohan
 (circa 1382 - 
La Chèze
, 20 marzo 1462), visconte di Rohan, di Léon e di Porhoët, barone di 
Pontchâteau
, signore di Blain, di Noyon-sur-Andelle, di Pont-Saint-Pierre, di Radepont e di 
La Garnache

                              │    │    │    │    │    │    │    │    │         x (
Nantes
, 26 giugno 1407) Marguerite de Montfort detta "
Margherita di Bretagna
"
[
14
]
 (1392 - Blain, 13 aprile 1428), signora di 
Guillac

                              │    │    │    │    │    │    │    │    │         │
                              │    │    │    │    │    │    │    │    │         ├──> 
Alain de Rohan
 (1408-1449 a 
Fougères
), visconte di Porhoët
                              │    │    │    │    │    │    │    │    │         │    x (1443) 
Yolande de
 Montfort-
Laval
[
15
]
 (
Nantes
, 01/10/1421 – 1487)
                              │    │    │    │    │    │    │    │    │         │
                              │    │    │    │    │    │    │    │    │         ├──> 
Marguerite de Rohan
 (… - 
Cognac
, 1496)
                              │    │    │    │    │    │    │    │    │         │    x (31 agosto 1449) 
Giovanni di Valois-Angoulême
[
16
]
 (1399-1467), 
conte di Angoulême
 e di 
Périgord
, 
duca di Milano

                              │    │    │    │    │    │    │    │    │         │    x 
Gilles II de Laval-Montmorency
[
17
]
 (… – dicembre 1559), visconte di Brosse, signore di 
Loué
, di 
Benais
, di Montsabert, di Marcillé, del Parvis, di 
Bressuire
, di Maillé, di La Rochecorborn, di La Haye, e di La Motte-Sainte-Heraye
                              │    │    │    │    │    │    │    │    │         │
                              │    │    │    │    │    │    │    │    │         ├──> 
Jeanne de Rohan
 (1415 – post 1459)
                              │    │    │    │    │    │    │    │    │         │    x (11/02/1442) 
François I de Rieux
[
18
]
 (11/08/1418–20/11/1458), signore di 
Rieux
 e di 
Rochefort
, barone di 
Malestroit
, conte d'
Harcourt
, signore d'
Assérac
, visconte di 
Donges
, consigliere e ciambellano di 
Francesco I di Bretagna
, cavaliere dell'
Ordine dell'Ermellino
, ciambellano del delfino (futuro 
Luigi XI
)
                              │    │    │    │    │    │    │    │    │         │
                              │    │    │    │    │    │    │    │    │         ├──> 
Caterina di Rohan
 (circa 1425 – post 1471)
                              │    │    │    │    │    │    │    │    │         │    x (22/04/1429) 
Jacques de Dinan
[
19
]
 (… -30 aprile 1444), 
banneret
, signore di Beaumanoir, di Montafilant e di Bodister, 
capitaine
[
20
]
 di 
Josselin
, governatore di Sablé, 
grand bouteiller de France

                              │    │    │    │    │    │    │    │    │         │    x (20/09/1447) 
Giovanni I d'Albret
[
21
]
 (1430-03/01/1468), visconte di 
Tartas

                              │    │    │    │    │    │    │    │    │         │
                              │    │    │    │    │    │    │    │    │         ├──> 
Béatrix de Rohan
[
22
]
 (…-1418)
                              │    │    │    │    │    │    │    │    │         │
                              │    │    │    │    │    │    │    │    │         x (16/11/1450) 
Marie de Lorraine
-Vaudémont
[
23
]
 (…-23/04/1455)
                              │    │    │    │    │    │    │    │    │         │
                              │    │    │    │    │    │    │    │    │         ├──> 
Jean II de Rohan
 (16/11/1452-01/04/1516 à 
Blain
), visconte di Rohan e di Léon, conte di Porhoët, signore di Blain, di 
La Garnache
 e di 
Beauvoir-sur-Mer
, consigliere e ciambellano di 
re Carlo VIII
, lieutenant général de Bretagne
                              │    │    │    │    │    │    │    │    │         │    x (1462) Maria di Montfort detta "
Maria di Bretagna
"
[
24
]
 (1446-1511)
                              │    │    │    │    │    │    │    │    │         │    │
                              │    │    │    │    │    │    │    │    │         │    ├──> 
François de Rohan
 (1469 - Battaglia di 
Saint-Aubin-du-Cormier
, 1488)
                              │    │    │    │    │    │    │    │    │         │    │
                              │    │    │    │    │    │    │    │    │         │    ├──> 
Jean de Rohan
 (1476-1505)
                              │    │    │    │    │    │    │    │    │         │    │
                              │    │    │    │    │    │    │    │    │         │    ├──> 
Jacques I de Rohan
 (1478 - 
Corlay
, 23 ottobre 1527), visconte di Rohan e di Léon, conte di Porhoët
                              │    │    │    │    │    │    │    │    │         │    │    x 
Françoise de Daillon
 di 
Lude

                              │    │    │    │    │    │    │    │    │         │    │    x 
Françoise de Rohan
-
Guéméné
 
(vedi oltre)

                              │    │    │    │    │    │    │    │    │         │    │
                              │    │    │    │    │    │    │    │    │         │    ├──> 
Georges de Rohan
 (1479-1502)
                              │    │    │    │    │    │    │    │    │         │    │
                              │    │    │    │    │    │    │    │    │         │    ├──> 
Claude de Rohan
 (1480-08/07/1540), 
vescovo di Quimper e di Cornouaille

                              │    │    │    │    │    │    │    │    │         │    │
                              │    │    │    │    │    │    │    │    │         │    ├──> 
Anne de Rohan
 (1485- 
Blain
, 05/04/1529), viscontessa di Rohan
                              │    │    │    │    │    │    │    │    │         │    │    x (25/09/1515) 
Pietro II di Rohan Gié
 (… - 
Battaglia di Pavia
, 1525), signore di Blain, di 
Frontenay
, di La Marche e di 
Gié
, visconte di 
Carentan
 
(vedi oltre)

                              │    │    │    │    │    │    │    │    │         │    │
                              │    │    │    │    │    │    │    │    │         │    └──> 
Marie de Rohan
 (…-1542)
                              │    │    │    │    │    │    │    │    │         │         x (1511) 
Louis
 IV 
de Rohan
-
Guéméné
 (…-1527), signore di 
Guéméné
 
(vedi oltre)

                              │    │    │    │    │    │    │    │    │         │
                              │    │    │    │    │    │    │    │    │         ├──> 
Catherine de Rohan

                              │    │    │    │    │    │    │    │    │         │    x 
René de Keradreux

                              │    │    │    │    │    │    │    │    │         │
                              │    │    │    │    │    │    │    │    │         x (1456) 
Péronnelle de Maillé
, baronessa ereditiera di Pontchâteau
                              │    │    │    │    │    │    │    │    │         │
                              │    │    │    │    │    │    │    │    │         ├──> 
Pierre de Rohan
 detto "Pierre de Quintin
" (1456-24/06/1491), barone di Pontchâteau, signore di 
La Garnache
, barone consorte di 
Quintin

                              │    │    │    │    │    │    │    │    │         │    x (20/11/1484) 
Jeanne 
du Perrier
 (…-1504), baronessa di Quintin e di Blossac, dama di La 
Roche d'Iré

                              │    │    │    │    │    │    │    │    │         │    │
                              │    │    │    │    │    │    │    │    │         │    ├──> 
Christophe de Rohan
 (… – ante 1491)
                              │    │    │    │    │    │    │    │    │         │    │
                              │    │    │    │    │    │    │    │    │         │    x 
Jeanne de Daillon

                              │    │    │    │    │    │    │    │    │         │    x 
Isabeau de La Chapelle
 (…-1519), dama di La Chapelle e di 
Molac

                              │    │    │    │    │    │    │    │    │         │
                              │    │    │    │    │    │    │    │    │         ├──> 
Louis de Rohan

                              │    │    │    │    │    │    │    │    │         │
                              │    │    │    │    │    │    │    │    │         ├──> 
François de Rohan

                              │    │    │    │    │    │    │    │    │         │
                              │    │    │    │    │    │    │    │    │         ├──> 
Antoine de Rohan

                              │    │    │    │    │    │    │    │    │         │
                              │    │    │    │    │    │    │    │    │         ├──> 
Madeleine de Rohan
, monaca a 
Fontevrault

                              │    │    │    │    │    │    │    │    │         │
                              │    │    │    │    │    │    │    │    │         ├──> 
Anne de Rohan
, monaca a Fontevrault
                              │    │    │    │    │    │    │    │    │         │
                              │    │    │    │    │    │    │    │    │         └──> 
Isabeau de Rohan

                              │    │    │    │    │    │    │    │    │
                              │    │    │    │    │    │    │    │    ├──> 
Jeanne de Rohan
, dama di 
Noyon-sur-Andelle

                              │    │    │    │    │    │    │    │    │    x (05/04/1374) Robert de Valois detto "
Robert d'Alençon"
[
25
]
 (1344-1377), di 
Perche

                              │    │    │    │    │    │    │    │    │    x 
Pierre
 II 
d'Amboise
[
26
]
 (circa 1357-1426), visconte di 
Thouars

                              │    │    │    │    │    │    │    │    │
                              │    │    │    │    │    │    │    │    ├──> 
Marguerite de Rohan

                              │    │    │    │    │    │    │    │    │    x 
Jean Botterel-Quintin

                              │    │    │    │    │    │    │    │    │
                              │    │    │    │    │    │    │    │    ├──> 
Édouard de Rohan
 (… – circa 1445), visconte di Léon
                              │    │    │    │    │    │    │    │    │    x (1406) 
Margherita de Châteaubriant
[
27
]
 (…-27/04/1414), signora di Portrie e di La Marousière
                              │    │    │    │    │    │    │    │    │    │
                              │    │    │    │    │    │    │    │    │    ├──> 
Jeanne de Rohan

                              │    │    │    │    │    │    │    │    │    │    x 
Guillaume de Saint-Gilles

                              │    │    │    │    │    │    │    │    │    │
                              │    │    │    │    │    │    │    │    │    └──> 
Louise de Rohan
, signora di Léon
                              │    │    │    │    │    │    │    │    │         x 
Patry
 III 
de 
Châteaugiron
 (… - 
Pontorson
, 27/04/1427), signore di 
Châteaugiron
 e di Derval, gran ciambellano di Bretagna
                              │    │    │    │    │    │    │    │    │         x 
Jean de 
Rostrenen
, signore di Coetdor e di La Chesnaye
                              │    │    │    │    │    │    │    │    │
                              │    │    │    │    │    │    │    │    ├──> 
Guy de Rohan

                              │    │    │    │    │    │    │    │    │
                              │    │    │    │    │    │    │    │    x (1373) 
Giovanna d'Évreux
 o di Navarra
[
28
]
 (1339-1409)
                              │    │    │    │    │    │    │    │    │
                              │    │    │    │    │    │    │    │    └──> Charles de Rohan detto «
Charles I de Rohan
-
Guéméné
» (1375-1438), signore di 
Guéméné

                              │    │    │    │    │    │    │    │         x (1405) 
Catherine du Guesclin
 (…-1461)
                              │    │    │    │    │    │    │    │         │
                              │    │    │    │    │    │    │    │         └──> 
Louis I di Rohan-Guéméné
 (… - 
Saint-Quentin-les-Anges
, 15/12/1457), signore di 
Guéméné

                              │    │    │    │    │    │    │    │              x (07/11/1443) 
Marie de Montauban
[
29
]
 (…-1497)
                              │    │    │    │    │    │    │    │              │
                              │    │    │    │    │    │    │    │              ├──> 
Louis II de Rohan
-
Guéméné
 
il Grande
 (circa 1444-25/05/1508), signore di 
Guéméné
, barone di Lanvaux, signore di La Roche-Moysan, di Mortiercrolles, di 
Condé-sur-Noireau
, di Tracy e di Vassy
                              │    │    │    │    │    │    │    │              │    x (12/06/1463) 
Louise de Rieux
[
30
]
 (
Ancenis
 01/03/1446 – …)
                              │    │    │    │    │    │    │    │              │    │
                              │    │    │    │    │    │    │    │              │    ├──> 
Jean de Rohan
-
Guéméné
 (circa 1475-1524), signore di 
Landal
, governatore di Touraine
                              │    │    │    │    │    │    │    │              │    │    x 
Guyonne de Lorgeril
 (…-1502), signora dei Lorgeril
                              │    │    │    │    │    │    │    │              │    │    │
                              │    │    │    │    │    │    │    │              │    │    ├──> 
Catherine de Rohan
-
Guéméné
 (…-1556), signora di La Ribaudière
                              │    │    │    │    │    │    │    │              │    │    │    x 
Tanneguy de Kermaven

                              │    │    │    │    │    │    │    │              │    │    │    x 
Gilbert de Limoges

                              │    │    │    │    │    │    │    │              │    │    │
                              │    │    │    │    │    │    │    │              │    │    ├──> 
Marguerite de Rohan
-
Guéméné
 (…-1550), signora di Tressant e di La Tourniolle
                              │    │    │    │    │    │    │    │              │    │    │    x 
Louis de 
Malestroit
, signore di Pontcallec
                              │    │    │    │    │    │    │    │              │    │    │
                              │    │    │    │    │    │    │    │              │    │    ├──> 
Hélène de Rohan
-
Guéméné
 (…-1541), signora di 
Landal
 e di Lorgeril
                              │    │    │    │    │    │    │    │              │    │    │    x 
François de Maure
[
31
]
 (1497-1556), conte di Maure
                              │    │    │    │    │    │    │    │              │    │    │
                              │    │    │    │    │    │    │    │              │    │    x 
Isabeau de La Chapelle
 (…-1519), signora di La Chapelle e di 
Molac

                              │    │    │    │    │    │    │    │              │    │
                              │    │    │    │    │    │    │    │              │    ├──> 
Marguerite de Rohan
-
Guéméné
 (ca. 1479-…)
                              │    │    │    │    │    │    │    │              │    │    x (1490) 
François de Maillé
[
32
]
 (ca. 1465 – maggio 1501), visconte di Tours, barone di Maillé
                              │    │    │    │    │    │    │    │              │    │
                              │    │    │    │    │    │    │    │              │    ├──> 
Louis III de Rohan
-
Guéméné
 (…-1498), signore di 
Guéméné

                              │    │    │    │    │    │    │    │              │    │    x (1482) 
Renée de Fou

                              │    │    │    │    │    │    │    │              │    │    │
                              │    │    │    │    │    │    │    │              │    │    ├──> 
Louis IV de Rohan
-
Guéméné
 (…-1527), signore di 
Guéméné

                              │    │    │    │    │    │    │    │              │    │    │    x (1511) 
Marie de Rohan
 (…-1542) 
(voir plus haut)

                              │    │    │    │    │    │    │    │              │    │    │    │
                              │    │    │    │    │    │    │    │              │    │    │    └──> 
Louis V de Rohan
-
Guéméné
 (1513-1557), signore di 
Guéméné

                              │    │    │    │    │    │    │    │              │    │    │         x (1529) 
Marguerite de
 Montfort-
Laval
[
33
]
 (1523-…), signora di Perrier
                              │    │    │    │    │    │    │    │              │    │    │         │
                              │    │    │    │    │    │    │    │              │    │    │         ├──> 
Louis VI de Rohan-Guéméné
 (03/04/1540-04/06/1611), 
principe di Guéméné
, conte di Montbazon
                              │    │    │    │    │    │    │    │              │    │    │         │    x (22/07/1561) 
Léonore de Rohan
-
Gié
 (1539-1583), contessa di Rochefort 
(vedi oltre)

                              │    │    │    │    │    │    │    │              │    │    │         │    │
                              │    │    │    │    │    │    │    │              │    │    │         │    ├──> 
Renée de Rohan
-
Guéméné
 (1558-…)
                              │    │    │    │    │    │    │    │              │    │    │         │    │    x (1578) 
Jean de Coëtquen
 (…-1602), conte di 
Combourg

                              │    │    │    │    │    │    │    │              │    │    │         │    │
                              │    │    │    │    │    │    │    │              │    │    │         │    ├──> 
Lucrèce de Rohan
-Guéméné (1560-…)
                              │    │    │    │    │    │    │    │              │    │    │         │    │    x (1574) 
Jacques de Tournemine
 (…- 
Rennes
, 1584), marchese di Coetmeur, signore di Landinière e di Carmelin
                              │    │    │    │    │    │    │    │              │    │    │         │    │
                              │    │    │    │    │    │    │    │              │    │    │         │    ├──> 
Isabelle de Rohan
-Guéméné (1561-…)
                              │    │    │    │    │    │    │    │              │    │    │         │    │    x (1593) 
Nicolas de Pellevé
, conte di Flers
                              │    │    │    │    │    │    │    │              │    │    │         │    │
                              │    │    │    │    │    │    │    │              │    │    │         │    ├──> 
Pierre de Rohan-Guéméné
 (1567-1622), 
principe di Guéméné
, duca di Montbazon, barone di Mortiercrolles, signore di 
Sainte-Maure

                              │    │    │    │    │    │    │    │              │    │    │         │    │    x 
Madeleine de Rieux
[
34
]

                              │    │    │    │    │    │    │    │              │    │    │         │    │    │
                              │    │    │    │    │    │    │    │              │    │    │         │    │    ├──> 
Anne de Rohan-Guéméné
 (
Saint-Quentin-les-Anges
, 20/04/1606 – 
Rochefort-en-Yvelines
, 13/03/1685), 
principessa di Guéméné

                              │    │    │    │    │    │    │    │              │    │    │         │    │    │    x (02/02/1619) 
Louis VIII de Rohan-Guéméné
 (
Coupvray
, 05/08/1598-28/02/1667), conte de 
Rochefort
, duca di Montbazon, 
principe di Guéméné
, 
Gran cacciatore di Francia
, consigliere di Stato, governatore di 
Dourdan
 
(vedi oltre)

                              │    │    │    │    │    │    │    │              │    │    │         │    │    │
                              │    │    │    │    │    │    │    │              │    │    │         │    │    x 
Antoinette d'Avaugour
[
35
]
 (…-1681), viscontessa di Guiguen
                              │    │    │    │    │    │    │    │              │    │    │         │    │
                              │    │    │    │    │    │    │    │              │    │    │         │    ├──> 
Hercule I de Rohan
-Guéméné
 (27/08/1568- 
Couziers
, 16/10/1654), 
principe di Guéméné
, duca di Montbazon, conte di 
Rochefort-en-Yvelines
, principe di Léon
                              │    │    │    │    │    │    │    │              │    │    │         │    │    x (1594) 
Madeleine de 
Lenoncourt
[
36
]
 (1576-28/08/1602)
                              │    │    │    │    │    │    │    │              │    │    │         │    │    │
                              │    │    │    │    │    │    │    │              │    │    │         │    │    ├──> 
Louis
 VIII 
de Rohan
-Guéméné
 (05/08/1598 - 
Coupvray
, 28/02/1667), conte di 
Rochefort
, duca di Montbazon, 
principe di Guéméné
, 
Gran cacciatore di Francia
, 
consigliere di Stato
, governatore di 
Dourdan

                              │    │    │    │    │    │    │    │              │    │    │         │    │    │    x (02/02/1619) 
Anne de Rohan
-Guéméné
 (
Saint-Quentin-les-Anges
, 20/04/1606 – 
Rochefort-en-Yvelines
 13/03/1685), principessa di Guéméné 
(vedi sopra)

                              │    │    │    │    │    │    │    │              │    │    │         │    │    │    │
                              │    │    │    │    │    │    │    │              │    │    │         │    │    │    ├──> 
Louis de Rohan
-Guéméné
 detto "
le Chevalier de Rohan
" (1635- Parigi, 27/11/1674), avventuriero, 
Gran cacciatore di Francia
, colonnello delle guardie di 
Luigi XIV

                              │    │    │    │    │    │    │    │              │    │    │         │    │    │    │
                              │    │    │    │    │    │    │    │              │    │    │         │    │    │    └──> 
Charles II de Rohan
-
Guéméné
 (1633-1699), duca di Montbazon, 
principe di Guéméné

                              │    │    │    │    │    │    │    │              │    │    │         │    │    │         x (1653) 
Jeanne
 Armande 
de Schomberg
[
37
]
 (1632-1706)
                              │    │    │    │    │    │    │    │              │    │    │         │    │    │         │
                              │    │    │    │    │    │    │    │              │    │    │         │    │    │         ├──> 
Charles III de Rohan-Guéméné
 (30/09/1655-10/10/1727), duca di Montbazon, 
principe di Guéméné
, pari di Francia
                              │    │    │    │    │    │    │    │              │    │    │         │    │    │         │    x (19/02/1678) 
Marie
 Anne 
d'Albert
[
38
]
 (…-1679)
                              │    │    │    │    │    │    │    │              │    │    │         │    │    │         │    x (30/10/1679) 
Charlotte
 Élisabeth 
de Cochefilet
 detta « 
Mademoiselle de Vauvineux
 »
[
39
]
 (1657-1719)
                              │    │    │    │    │    │    │    │              │    │    │         │    │    │         │    │
                              │    │    │    │    │    │    │    │              │    │    │         │    │    │         │    ├──> 
Charlotte de Rohan
-
Guéméné
 (30/12/1680-20/09/1733)
                              │    │    │    │    │    │    │    │              │    │    │         │    │    │         │    │    x (1717) 
Antoine
 François Gaspard 
de Colins
 (…-1720), conte di Mortagne
                              │    │    │    │    │    │    │    │              │    │    │         │    │    │         │    │    x (1729) 
Jean
 Antoine 
de Créquy
[
40
]
 (09/11/1699- 
Frohen-le-Grand
, 15/12/1762), conte di 
Canaples

                              │    │    │    │    │    │    │    │              │    │    │         │    │    │         │    │
                              │    │    │    │    │    │    │    │              │    │    │         │    │    │         │    ├──> 
Louis
 Henri 
de Rohan
-
Guéméné
 (octobre 1681-22/01/1689)
                              │    │    │    │    │    │    │    │              │    │    │         │    │    │         │    │
                              │    │    │    │    │    │    │    │              │    │    │         │    │    │         │    ├──> 
Francesco Armando de Rohan-Guéméné
 (1682-1717), duca de Montbazon, 
principe di Guéméné
, brigadiere
                              │    │    │    │    │    │    │    │              │    │    │         │    │    │         │    │    x (1698) 
Louise
 Julie 
de La Tour d'Auvergne
-Bouillon
[
41
]
 (1679-1750)
                              │    │    │    │    │    │    │    │              │    │    │         │    │    │         │    │    │
                              │    │    │    │    │    │    │    │              │    │    │         │    │    │         │    │    └──> 
Charles
 Jules 
de Rohan
-
Guéméné
 (1700-1703)
                              │    │    │    │    │    │    │    │              │    │    │         │    │    │         │    │
                              │    │    │    │    │    │    │    │              │    │    │         │    │    │         │    ├──> 
Anne
 Thérèse 
de Rohan
-
Guéméné
 (1684-1738), badessa dell'
abbazia di Notre-Dame de Jouarre

                              │    │    │    │    │    │    │    │              │    │    │         │    │    │         │    │
                              │    │    │    │    │    │    │    │              │    │    │         │    │    │         │    ├──> 
Louis
 Henri 
de Rohan
-
Guéméné
 (1686-1748), conte di 
Rochefort-en-Yvelines

                              │    │    │    │    │    │    │    │              │    │    │         │    │    │         │    │
                              │    │    │    │    │    │    │    │              │    │    │         │    │    │         │    ├──> 
? de Rohan
-
Guéméné
 detta «
Mademoiselle de 
Rochefort
» (19/11/1687-…)
                              │    │    │    │    │    │    │    │              │    │    │         │    │    │         │    │
                              │    │    │    │    │    │    │    │              │    │    │         │    │    │         │    ├──> 
Hercule
 II Mériadec 
de Rohan
-Guéméné
 (13/11/1688 - 
Sainte-Maure
, 21/12/1757), duca di Montbazon, 
principe di Guéméné
, 
pari di Francia

                              │    │    │    │    │    │    │    │              │    │    │         │    │    │         │    │    x (1718) 
Louise
 Gabrielle Julie 
de Rohan
-Soubise (1704-1741) 
(vedi oltre)

                              │    │    │    │    │    │    │    │              │    │    │         │    │    │         │    │    │
                              │    │    │    │    │    │    │    │              │    │    │         │    │    │         │    │    ├──> 
Charlotte
 Louise 
de Rohan
-
Guéméné
 detta "
Mademoiselle de Rohan"
 (1722-1786)
                              │    │    │    │    │    │    │    │              │    │    │         │    │    │         │    │    │    x (1737) 
Vittorio
 Filippo 
Ferrero-Fieschi
 (1713-1777), 
principe di Masserano

                              │    │    │    │    │    │    │    │              │    │    │         │    │    │         │    │    │
                              │    │    │    │    │    │    │    │              │    │    │         │    │    │         │    │    ├──> 
Geneviève
 Armande 
de Rohan
-
Guéméné
 (1724-1753), badessa di Marquette
                              │    │    │    │    │    │    │    │              │    │    │         │    │    │         │    │    │
                              │    │    │    │    │    │    │    │              │    │    │         │    │    │         │    │    ├──> 
Jules
 Hercule Mériadec 
de Rohan
-Guéméné
 (Parigi, 25/03/1726 – 
Carlsbourg
, 10/12/1788), duca di Montbazon, 
principe di Guéméné

                              │    │    │    │    │    │    │    │              │    │    │         │    │    │         │    │    │    x (1743) 
Marie-Louise
 Henriette 
de La Tour d'Auvergne
[
42
]
 (Parigi, 15/08/1725 – Parigi, 1793), 
principessa di Guéméné

                              │    │    │    │    │    │    │    │              │    │    │         │    │    │         │    │    │    │
                              │    │    │    │    │    │    │    │              │    │    │         │    │    │         │    │    │    └──> 
Henri
 Louis Marie 
de Rohan
-Guéméné
 (Parigi, 30/08/1745  – 
Praga
, 24/04/1809), principe di Rohan-
Guéméné
, duca di Montbazon, signore di Clisson
                              │    │    │    │    │    │    │    │              │    │    │         │    │    │         │    │    │         x (15/01/1761) 
Victoire
 Armande Josèphe 
de Rohan
-Soubise
 detta «
Madame de Guéméné
» (28/12/1743 - Parigi, 20/09/1807), principessa di Maubuisson, signora di Clisson 
(vedi oltre)

                              │    │    │    │    │    │    │    │              │    │    │         │    │    │         │    │    │         │
                              │    │    │    │    │    │    │    │              │    │    │         │    │    │         │    │    │         ├──> 
Charlotte
 Victoire Josèphe Henriette 
de Rohan
-
Guéméné
 (1761-1771)
                              │    │    │    │    │    │    │    │              │    │    │         │    │    │         │    │    │         │
                              │    │    │    │    │    │    │    │              │    │    │         │    │    │         │    │    │         ├──> 
Charles
 IV Alain Gabriel 
di Rohan
-Guéméné
 (
Versailles
, 18/01/1764 – 
Liberec
, 24/04/1836), duca de Montbazon, 
principe di Guéméné
, duca di Bouillon, signore di Clisson
                              │    │    │    │    │    │    │    │              │    │    │         │    │    │         │    │    │         │    x (Parigi, 29/05/1781) 
Louise
 Aglaé 
de Conflans
 d'
Armentières
 (1763-1819)
                              │    │    │    │    │    │    │    │              │    │    │         │    │    │         │    │    │         │    │
                              │    │    │    │    │    │    │    │              │    │    │         │    │    │         │    │    │         │    └──> 
Berthe de Rohan
-
Guéméné
 (04/05/1782-22/02/1841)
                              │    │    │    │    │    │    │    │              │    │    │         │    │    │         │    │    │         │         x (1800) 
Louis
 IX Victor Mériadec 
de Rohan
-
Guéméné
 (Parigi, 1766 – 
Liberec
, 1846), 
principe di Guéméné
, 
duca di Bouillon
 
(vedi oltre)

                              │    │    │    │    │    │    │    │              │    │    │         │    │    │         │    │    │         │
                              │    │    │    │    │    │    │    │              │    │    │         │    │    │         │    │    │         ├──> 
Marie
 Louise Joséphine 
de Rohan
-
Guéméné
 (1765 à Paris – 1839)
                              │    │    │    │    │    │    │    │              │    │    │         │    │    │         │    │    │         │    x (1780) 
Charles
 Louis Gaspard 
de Rohan
-
Rochefort
 (1765-1843), principe di Montaubon 
(voir plus bas)

                              │    │    │    │    │    │    │    │              │    │    │         │    │    │         │    │    │         │
                              │    │    │    │    │    │    │    │              │    │    │         │    │    │         │    │    │         ├──> 
Louis
 IX Victor Mériadec 
de Rohan
-
Guéméné
 (Parigi, 1766 à Paris – Liberec, 1846), 
principe di Guéméné
, 
duca di Bouillon

                              │    │    │    │    │    │    │    │              │    │    │         │    │    │         │    │    │         │    x (1800) 
Berthe de Rohan
-
Guéméné
 (04/05/1782-22/02/1841) 
(vedi oltre)

                              │    │    │    │    │    │    │    │              │    │    │         │    │    │         │    │    │         │
                              │    │    │    │    │    │    │    │              │    │    │         │    │    │         │    │    │         └──> 
Jules
 Armand Louis 
de Rohan
-Guéméné (
Versailles
, 1768 – Liberec, 1836)
                              │    │    │    │    │    │    │    │              │    │    │         │    │    │         │    │    │              x (1800) 
Wilhelmine Biron
 de 
Kurland
 (1781-1839)
                              │    │    │    │    │    │    │    │              │    │    │         │    │    │         │    │    │
                              │    │    │    │    │    │    │    │              │    │    │         │    │    │         │    │    ├──> 
Marie
 Louise 
de Rohan
-
Guéméné
 (1728-1737)
                              │    │    │    │    │    │    │    │              │    │    │         │    │    │         │    │    │
                              │    │    │    │    │    │    │    │              │    │    │         │    │    │         │    │    ├──> 
Louis-Armand
 Constantin 
de Rohan
-Guéméné
  detto « 
le Chevalier de Rohan
 » (Parigi, 06/04/1732 – Parigi, 27/07/1794)
                              │    │    │    │    │    │    │    │              │    │    │         │    │    │         │    │    │    x (1771) 
Louise
 Rosalie 
Le Tonnelier
 de Breteuil
[
43
]
 (…-1792)
                              │    │    │    │    │    │    │    │              │    │    │         │    │    │         │    │    │
                              │    │    │    │    │    │    │    │              │    │    │         │    │    │         │    │    ├──> 
Louis
 René Édouard 
de Rohan
-Guéménée
 (Parigi, 25/09/1734 – 
Ettenheim
, 17/02/1803), principe di Rohan, cardinale-
vescovo di Strasburgo
, membro dell'
Académie française
, 
grande elemosiniere di Francia
 e preside della Sorbonne
                              │    │    │    │    │    │    │    │              │    │    │         │    │    │         │    │    │
                              │    │    │    │    │    │    │    │              │    │    │         │    │    │         │    │    └──> 
Ferdinand
 Maximilien Mériadec 
de Rohan
-Guéméné
 (07/11/1738 - Parigi, 31/10/1813), principe di Rohan-
Guéméné
, 
arcivescovo di Bordeaux
, 
principe-arcivescovo
 
di Cambrai
 e di Liegi, primo 
elemosiniere
 dell'imperatrice 
Joséphine de Beauharnais

                              │    │    │    │    │    │    │    │              │    │    │         │    │    │         │    │         x (relazione illegittima) 
Charlotte Stuart
[
44
]
 (29/10/1753-17/11/1789)
                              │    │    │    │    │    │    │    │              │    │    │         │    │    │         │    │         │
                              │    │    │    │    │    │    │    │              │    │    │         │    │    │         │    │         ├──> 
Marie
 Victoire 
de Rohan
 (1779-1836)
                              │    │    │    │    │    │    │    │              │    │    │         │    │    │         │    │         │
                              │    │    │    │    │    │    │    │              │    │    │         │    │    │         │    │         ├──> 
Aglaé
 Clémentine 
de Rohan
 (1781-1825)
                              │    │    │    │    │    │    │    │              │    │    │         │    │    │         │    │         │
                              │    │    │    │    │    │    │    │              │    │    │         │    │    │         │    │         ├──> 
Marie
 Béatrice 
de Rohan
 (1783-1823)
                              │    │    │    │    │    │    │    │              │    │    │         │    │    │         │    │         │
                              │    │    │    │    │    │    │    │              │    │    │         │    │    │         │    │         └──> 
Charles
 Édouard 
de Rohan
 detto « 
le Chevalier de Roehanstart
 » (1784- 
Perthshire
, 28/10/1854)
                              │    │    │    │    │    │    │    │              │    │    │         │    │    │         │    │
                              │    │    │    │    │    │    │    │              │    │    │         │    │    │         │    ├──> 
Marie
 Anne 
de Rohan
-
Guéméné
 (1690-1743), badessa di Penthemont
                              │    │    │    │    │    │    │    │              │    │    │         │    │    │         │    │
                              │    │    │    │    │    │    │    │              │    │    │         │    │    │         │    ├──> 
Anne de Rohan
-
Guéméné
 (1690-1711), religiosa
                              │    │    │    │    │    │    │    │              │    │    │         │    │    │         │    │
                              │    │    │    │    │    │    │    │              │    │    │         │    │    │         │    ├──> 
Élisabeth de Rohan
-Guéméné (1691-1753), badessa di Preaux e dell'abbazia del Repos de Notre-Dame de Marquette
                              │    │    │    │    │    │    │    │              │    │    │         │    │    │         │    │
                              │    │    │    │    │    │    │    │              │    │    │         │    │    │         │    ├──> Charles de Rohan-Guéméné detto "
Charles de Rohan
-Rochefort" (1693-1766), principe di Rochefort
                              │    │    │    │    │    │    │    │              │    │    │         │    │    │         │    │    x (1722) 
Éléonore
 Eugénie 
de Béthisy
 de Mézières (1706-1757)
                              │    │    │    │    │    │    │    │              │    │    │         │    │    │         │    │    │
                              │    │    │    │    │    │    │    │              │    │    │         │    │    │         │    │    └──> 
Branche de Rohan-Rochefort

                              │    │    │    │    │    │    │    │              │    │    │         │    │    │         │    │
                              │    │    │    │    │    │    │    │              │    │    │         │    │    │         │    ├──> 
Armand de Rohan
-Guéméné
 (Parigi, 10/02/1695 – 
Saverne
, 28/08/1762), abate di Gard e di 
Gorze
, 
arcivescovo di Reims
, 
pari di Francia

                              │    │    │    │    │    │    │    │              │    │    │         │    │    │         │    │
                              │    │    │    │    │    │    │    │              │    │    │         │    │    │         │    ├──> 
Charlotte
 Julie 
de Rohan
-
Guéméné
 (1696-1756), religiosa
                              │    │    │    │    │    │    │    │              │    │    │         │    │    │         │    │
                              │    │    │    │    │    │    │    │              │    │    │         │    │    │         │    └──> 
Louis-Constantin de Rohan
 (Parigi, 24/03/1697 – Parigi, 11/03/1779), 
principe vescovo
 di 
Strasburgo
, cardinale
                              │    │    │    │    │    │    │    │              │    │    │         │    │    │         │
                              │    │    │    │    │    │    │    │              │    │    │         │    │    │         ├──> 
Jean-Baptiste de Rohan
-
Guéméné
 (1657-1704)
                              │    │    │    │    │    │    │    │              │    │    │         │    │    │         │    x (1682) 
Charlotte de Bautru-Nogent
 (1641-1725)
                              │    │    │    │    │    │    │    │              │    │    │         │    │    │         │    │
                              │    │    │    │    │    │    │    │              │    │    │         │    │    │         │    └──> 
Marie
 Jeanne 
de Rohan
-
Guéméné
 (1683-1710)
                              │    │    │    │    │    │    │    │              │    │    │         │    │    │         │
                              │    │    │    │    │    │    │    │              │    │    │         │    │    │         ├──> 
Joseph de Rohan
-
Guéméné
 (1659-1669)
                              │    │    │    │    │    │    │    │              │    │    │         │    │    │         │
                              │    │    │    │    │    │    │    │              │    │    │         │    │    │         ├──> 
Charlotte de Rohan
-
Guéméné
 (1661-1754)
                              │    │    │    │    │    │    │    │              │    │    │         │    │    │         │    x (maggio 1688) 
Guy-Henri Chabot
 (27/11/1648-06/11/1690), conte de 
Jarnac
, marchese di 
Soubran
, signore di Clion-Somsac, di Maroüette e di Grésignac
                              │    │    │    │    │    │    │    │              │    │    │         │    │    │         │    x (1691) 
Pons de Pons
 (…-1705), conte di Roquefort
                              │    │    │    │    │    │    │    │              │    │    │         │    │    │         │
                              │    │    │    │    │    │    │    │              │    │    │         │    │    │         ├──> 
Élisabeth de Rohan
-
Guéméné
 (1663-1707)
                              │    │    │    │    │    │    │    │              │    │    │         │    │    │         │    x (1690) 
Alexandre de Melun
, conte di 
Melun

                              │    │    │    │    │    │    │    │              │    │    │         │    │    │         │
                              │    │    │    │    │    │    │    │              │    │    │         │    │    │         └──> 
Jeanne de Rohan
-
Guéméné
 (…-1728)
                              │    │    │    │    │    │    │    │              │    │    │         │    │    │
                              │    │    │    │    │    │    │    │              │    │    │         │    │    ├──> 
Marie de Rohan
-Guéméné
 (décembre 1600 à 
Coupvray
 – 12/08/1679), 
duchessa di Luynes
 e di 
Chevreuse

                              │    │    │    │    │    │    │    │              │    │    │         │    │    │    x (13/09/1617) 
Carlo d'Albert
[
45
]
 (
Pont-Saint-Esprit
, 05/08/1578 – 
Longueville
, 15/12/1621), marchese d'Albert, 
duca di Luynes
, 
connestabile di Francia
, 
pari di Francia

                              │    │    │    │    │    │    │    │              │    │    │         │    │    │    x (19/04/1622) 
Claudio di Lorena detto 
Claudio di Guisa
[
46
]
 (05/06/1578–24/01/1657), duca di 
Chevreuse

                              │    │    │    │    │    │    │    │              │    │    │         │    │    │
                              │    │    │    │    │    │    │    │              │    │    │         │    │    x (05/03/1628) 
Marie d'Avaugour
[
47
]
 (1612 - Parigi, 28/04/1657)
                              │    │    │    │    │    │    │    │              │    │    │         │    │    │
                              │    │    │    │    │    │    │    │              │    │    │         │    │    ├──> 
François di Rohan-Guéméné detto «
François de Rohan
-Soubise»
 (1630 - Parigi, 24/08/1712), 
principe di Soubise
, conte de 
Rochefort

                              │    │    │    │    │    │    │    │              │    │    │         │    │    │    x (17/04/1663) 
Anne de Rohan-Chabot
 (1648- Parigi, 04/02/1709), 
principessa di Soubise

                              │    │    │    │    │    │    │    │              │    │    │         │    │    │    │
                              │    │    │    │    │    │    │    │              │    │    │         │    │    │    └──> 
Ramo di Rohan-Soubise

                              │    │    │    │    │    │    │    │              │    │    │         │    │    │
                              │    │    │    │    │    │    │    │              │    │    │         │    │    ├──> 
Anne de Rohan
-
Guéméné
 (1640-1684)
                              │    │    │    │    │    │    │    │              │    │    │         │    │    │    x (1661) 
Louis
 Charles 
d'Albert
 de Luynes
[
48
]
 (1620-1690), 
duca di Luynes
, duca di 
Chevreuse
, principe di Léon
                              │    │    │    │    │    │    │    │              │    │    │         │    │    │
                              │    │    │    │    │    │    │    │              │    │    │         │    │    └──> 
Marie
 Éléonore 
de Rohan
-
Guéméné
 (…-08/04/1682), badessa dell'
abbazia delle donne
 di 
Caen
, badessa di 
Malnoue

                              │    │    │    │    │    │    │    │              │    │    │         │    │
                              │    │    │    │    │    │    │    │              │    │    │         │    ├──> 
Sylvie de Rohan
-
Guéméné
 (1570-1651)
                              │    │    │    │    │    │    │    │              │    │    │         │    │    x (1594) 
François d'Espinay
 (…-1598), marchese di 
Broons

                              │    │    │    │    │    │    │    │              │    │    │         │    │    x (1602) 
Antoine de 
Sillans
 (…-1641), barone di Creuilly
                              │    │    │    │    │    │    │    │              │    │    │         │    │
                              │    │    │    │    │    │    │    │              │    │    │         │    ├──> 
Marguerite de Rohan
-
Guéméné
 (1574-1618)
                              │    │    │    │    │    │    │    │              │    │    │         │    │    x (1605) 
Charles d'Espinay
[
49
]
 (…-29/01/1607), marchese d'Espinay
                              │    │    │    │    │    │    │    │              │    │    │         │    │    x (1612) 
Léonard
 Philibert 
de Pompadour
 (…-1634), visconte di Pompadour
                              │    │    │    │    │    │    │    │              │    │    │         │    │
                              │    │    │    │    │    │    │    │              │    │    │         │    ├──> 
Alexandre de Rohan
-
Guéméné
 (1578-1638)
                              │    │    │    │    │    │    │    │              │    │    │         │    │    x (1624) 
Lucette Tarneau

                              │    │    │    │    │    │    │    │              │    │    │         │    │
                              │    │    │    │    │    │    │    │              │    │    │         │    ├──> 
Louis
 VII 
de Rohan
-Guéméné
 (1562-01/11/1589), conte poi duca di Montbazon, conte de 
Rochefort
, principe di Guéméné
                              │    │    │    │    │    │    │    │              │    │    │         │    │    x (1581) 
Madeleine de 
Lenoncourt
[
36
]
 (1576-28/08/1602)
                              │    │    │    │    │    │    │    │              │    │    │         │    │
                              │    │    │    │    │    │    │    │              │    │    │         │    x (1586) 
Françoise de
 Montmorency-
Laval
[
50
]
 (…-1614)
                              │    │    │    │    │    │    │    │              │    │    │         │
                              │    │    │    │    │    │    │    │              │    │    │         └──> 
Renée de Rohan
-
Guéméné

                              │    │    │    │    │    │    │    │              │    │    │              x 
François de Rohan
-
Gié
 (1515-1559), signore di 
Gié
 e di Verger, visconte di Fronsac, conte d'
Orbec
 
(vedi oltre)

                              │    │    │    │    │    │    │    │              │    │    │              x (1559) René de Montmorency-Laval detto « 
René
 II 
de Laval
-Loué »
[
51
]
 (03/02/1546-08/10/1562), signore poi barone di Maillé, signore di 
Loué
, di 
Benais
, di Montsabert, di Marcillé, du Parvis, 
La Rochecorborn
, La Haye e des Écluses
                              │    │    │    │    │    │    │    │              │    │    │              x (1563) 
Jean de
 Montmorency-
Laval
[
51
]
 (25/04/1542-20/09/1578), conte poi marchese di Nesle, conte di 
Joigny
, visconte di Brosse, signore poi barone di 
Bressuire
, signore poi barone di La Motte-Sainte-Heraye, barone di La Roche-Chabot e di L'Isle-sous-Montréal, marchese di Nesle, barone poi conte di Maillé, signore di 
Loué

                              │    │    │    │    │    │    │    │              │    │    │
                              │    │    │    │    │    │    │    │              │    │    └──> 
Françoise de Rohan
-
Guéméné

                              │    │    │    │    │    │    │    │              │    │         x 
Jacques
 I 
de Rohan
 (1478 - 
Corlay
, 23/10/1527), visconte di Rohan e di Léon, conte di Porhoët 
(vedi oltre)

                              │    │    │    │    │    │    │    │              │    │
                              │    │    │    │    │    │    │    │              │    ├──> 
Jeanne de Rohan
-
Guéméné

                              │    │    │    │    │    │    │    │              │    │    x (1498) 
François de Chastellier
, visconte di 
Pommerit

                              │    │    │    │    │    │    │    │              │    │
                              │    │    │    │    │    │    │    │              │    ├──> 
Catherine de Rohan
-
Guéméné

                              │    │    │    │    │    │    │    │              │    │    x 
Jean de 
Malestroit
, signore di Kerser
                              │    │    │    │    │    │    │    │              │    │
                              │    │    │    │    │    │    │    │              │    ├──> 
Françoise de Rohan
-
Guéméné
, dama di 
Marcheville
 e di 
Varennes

                              │    │    │    │    │    │    │    │              │    │    x 
Louis de Husson
, conte di Tonnerre
                              │    │    │    │    │    │    │    │              │    │    x 
François de Maillé
[
32
]
 (circa 1465 – maggio 1501), visconte de Tours, barone di Maillé
                              │    │    │    │    │    │    │    │              │    │
                              │    │    │    │    │    │    │    │              │    ├──> 
Henri de Rohan
-
Guéméné
, signore di 
Landal

                              │    │    │    │    │    │    │    │              │    │    x (1497) 
Marguerite du 
Pont-l'Abbé
, signora di 
Plusquellec
, di 
Callac
, di Trogoff e di 
Coëtanfao

                              │    │    │    │    │    │    │    │              │    │
                              │    │    │    │    │    │    │    │              │    └──> 
Jacques de Rohan
-
Guéméné

                              │    │    │    │    │    │    │    │              │
                              │    │    │    │    │    │    │    │              ├──> 
Pierre de Rohan-Guéméné
 detto « 
Pierre
 I 
de Rohan
-Gié 
le Maréchal de Gié
 » (1451 à 
Saint-Quentin-les-Anges
 – 22/04/1513 à Paris), signore di 
Gié
, visconte de Fronsac, 
maresciallo di Francia

                              │    │    │    │    │    │    │    │              │    x (1476) 
Françoise de Penhoët
 (1455-1498), viscontessa di Fronsac
                              │    │    │    │    │    │    │    │              │    │
                              │    │    │    │    │    │    │    │              │    ├──> 
Ramo di Rohan-Gié

                              │    │    │    │    │    │    │    │              │    │         │
                              │    │    │    │    │    │    │    │              │    │         └──> 
Casato di Rohan-Chabot

                              │    │    │    │    │    │    │    │              │    │
                              │    │    │    │    │    │    │    │              │    x (1503) 
Marguerite d'Armagnac
 (…-1503), 
contessa di Guisa
, figlia di Jacques d'Armagnac-Nemours
                              │    │    │    │    │    │    │    │              │
                              │    │    │    │    │    │    │    │              └──> 
Hélène de Rohan
-
Guéméné
 (…-1507)
                              │    │    │    │    │    │    │    │                   x 
Pierre du Pont
 (…-1488), barone du Pont
                              │    │    │    │    │    │    │    │
                              │    │    │    │    │    │    │    ├──> 
Margherita de Rohan
 (circa 1335-14/12/1406)
                              │    │    │    │    │    │    │    │    x (1356) 
Jean de Beaumanoir
 (1310-1366), signore di Beaumanoir, di 
Merdrignac
 e di La Hardouinaye, 
capitano
 del castello di 
Josselin
, maresciallo di Bretagna
                              │    │    │    │    │    │    │    │    x (circa 1378) 
Olivier
 V 
de Clisson
[
52
]
 (Clisson, 23 aprile 1336 – Josselin 23 aprile 1407), signore di Clisson, visconte de Porhoët, signore di Blain, di 
Josselin
, di 
Belleville
, di 
Montaigu
, di 
La Garnache
, di Yerrick e di 
Beauvoir
, barone di Pontchâteau, 
connestabile di Francia

                              │    │    │    │    │    │    │    │
                              │    │    │    │    │    │    │    └──> 
Pierre de Rohan

                              │    │    │    │    │    │    │
                              │    │    │    │    │    │    ├──> 
Geoffroy
 II 
de Rohan
 (… – circa 1377), 
vescovo di Saint-Brieuc
 e 
di Vannes

                              │    │    │    │    │    │    │
                              │    │    │    │    │    │    x (1322) 
Jeanne de Léon
[
53
]
 (circa 1307 – ante 1340), signora di 
Châteauneuf-en-Thymerais

                              │    │    │    │    │    │    │
                              │    │    │    │    │    │    ├──> 
Josselin de Rohan
 (…- 
Saint-Malo
, 21 marzo 1388), 
vescovo di Saint-Malo

                              │    │    │    │    │    │    │
                              │    │    │    │    │    │    ├──> 
Olivier de Rohan
 (…-20 giugno 1347)
                              │    │    │    │    │    │    │
                              │    │    │    │    │    │    └──> 
Thibaut de Rohan

                              │    │    │    │    │    │
                              │    │    │    │    │    ├──> 
Jeanne de Rohan
 (circa 1280-…)
                              │    │    │    │    │    │    x (1310) 
Pierre de Kergolay
[
54
]
 (…-1336)
                              │    │    │    │    │    │
                              │    │    │    │    │    ├──> 
Béatrix de Rohan

                              │    │    │    │    │    │    x 
Jean de Beaumanoir
, signore de 
Merdrignac

                              │    │    │    │    │    │
                              │    │    │    │    │    ├──> 
Jacques de Rohan

                              │    │    │    │    │    │    x (vers 1316) 
Peronne

                              │    │    │    │    │    │
                              │    │    │    │    │    ├──> Eudon de Rohan detto « 
Eudon de Rohan-Gué-de-l'Isle
 » (… – post 1346), signore di 
Gué-de-l'Isle

                              │    │    │    │    │    │    x 
Aliette de Coëtlogon
, signora di Gué-de-l'Isle
                              │    │    │    │    │    │    │
                              │    │    │    │    │    │    └──> 
Ramo di Rohan-Gué-de-l'Isle

                              │    │    │    │    │    │              │
                              │    │    │    │    │    │              └──> 
Ramo di Rohan-Polduc

                              │    │    │    │    │    │
                              │    │    │    │    │    ├──> 
Alain de Rohan
 (…-1299)
                              │    │    │    │    │    │    x 
Agnès d'Avaugour

                              │    │    │    │    │    │
                              │    │    │    │    │    ├──> 
Geoffroy de Rohan
 (…-1299), 
canonico

                              │    │    │    │    │    │    x 
Catherine de Clisson

                              │    │    │    │    │    │
                              │    │    │    │    │    ├──> 
Josselin de Rohan
 (…-1306)
                              │    │    │    │    │    │
                              │    │    │    │    │    └──> 
Guiart de Rohan

                              │    │    │    │    │
                              │    │    │    │    ├──> 
Jeanne de Rohan
 (1235-…)
                              │    │    │    │    │    x 
Hervé IV di Léon
, signore di Léon (1225-1281), visconte di Léon, signore di 
Châteauneuf-en-Thymerais

                              │    │    │    │    │
                              │    │    │    │    ├──> 
Mabile de Rohan

                              │    │    │    │    │    x (1251) 
Robert de Beaumetz
, sire di Beaumetz
                              │    │    │    │    │
                              │    │    │    │    ├──> 
Vilaine de Rohan

                              │    │    │    │    │    x 
Richard de La Roche-Jagu
, signore di La Roche-Jagu
                              │    │    │    │    │
                              │    │    │    │    ├──> 
Tiphaine de Rohan

                              │    │    │    │    │    x 
Geoffroy
 II 
de Lanvaux
, signore di Lanvaux
                              │    │    │    │    │
                              │    │    │    │    ├──> 
Philippa de Rohan

                              │    │    │    │    │    x 
Henri d'Avaugour
, signore di Goëlo
                              │    │    │    │    │
                              │    │    │    │    ├──> 
Geoffroy de Rohan
, signore di Noial
                              │    │    │    │    │
                              │    │    │    │    ├──> 
Mériadec de Rohan
 (…-1301), 
vescovo di Vannes

                              │    │    │    │    │
                              │    │    │    │    └──> 
Philippe de Rohan

                              │    │    │    │
                              │    │    │    ├──> 
Catherine de Rohan

                              │    │    │    │    x 
Geoffroy de Hennebont
, signore di 
Hennebont

                              │    │    │    │    x 
Raoul Niel
, signore di La Muce
                              │    │    │    │
                              │    │    │    └──> 
Héloïse de Rohan

                              │         │
                              │         ├──> 
Constance de Rohan
 (circa 1170-…)
                              │         │    x Eudon du Pont detto « 
Eudes I di Pontchâteau
 »
[
55
]
 (circa 1165 – post 1200), barone di 
Pontchâteau

                              │         │
                              │         │
                              │         ├──> 
Guillaume de Rohan
 (…-1184)
                              │         │
                              │         ├──> 
Marguerite de Rohan

                              │              x (1180) 
Hervé I de Léon
[
56
]
 (circa 1165-1208)
                              │         │
                              │         ├──> 
Alix de Rohan

                              │         │
                              │         x 
Françoise de Corbey

                              │         │
                              │         └──> 
Josselin de Rohan
 (…-1251), signore di Montfort(-sur-Meu) e di Noial, visconte di Rohan, signore di 
Montauban

                              │              x (ante 1252) 
Mahaut de Montfort
[
57
]
 (circa 1214-1279), signora di Montfort(-sur-Meu) e di 
Boutavant

                              │              └──> 
ramo di Rohan-Montauban

                              │
                              ├──> 
Josselin de Rohan
 (…-1127)
                              │
                              └──> 
Eudon de Rohan
```

## Galleria d'immagini

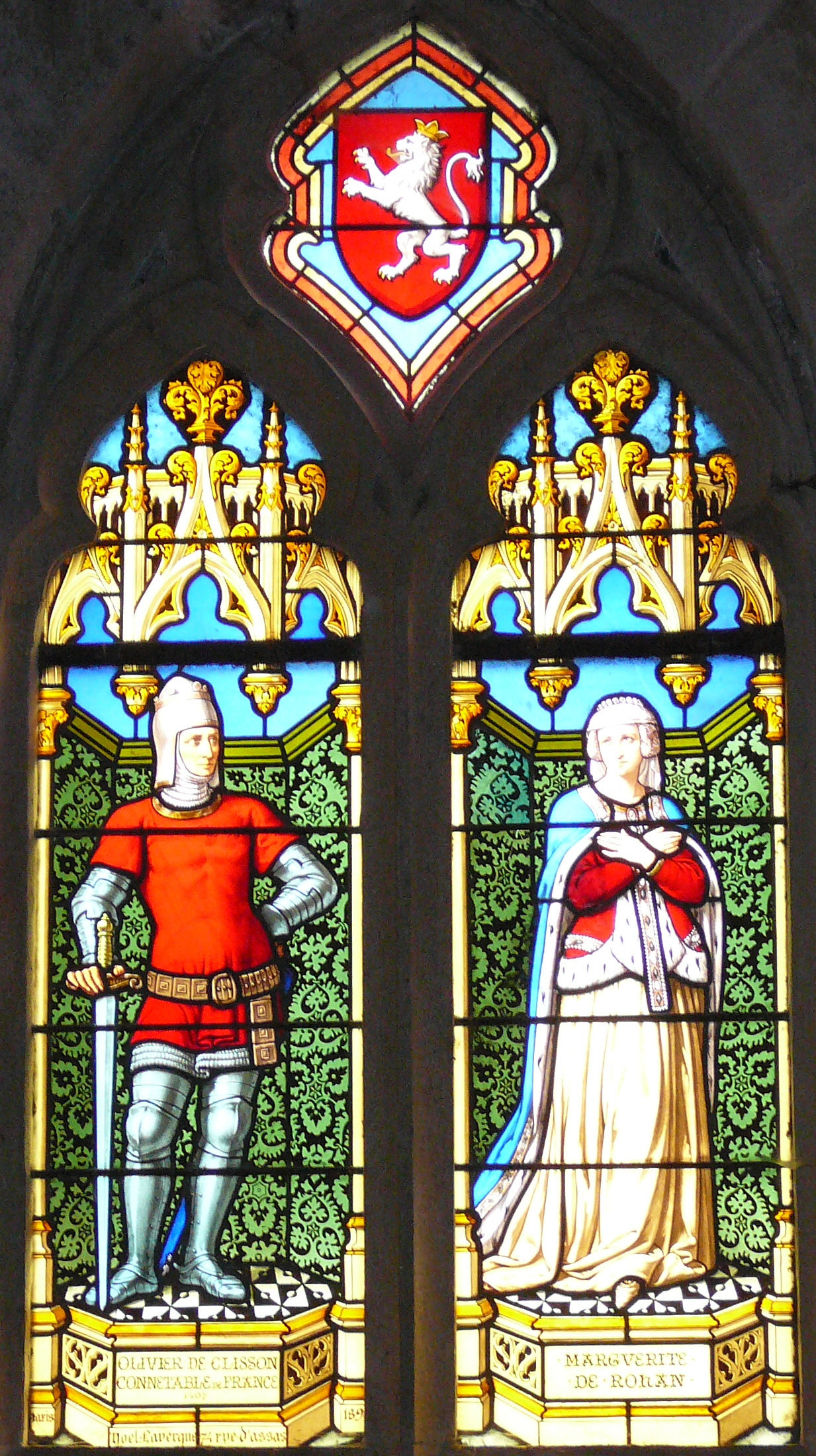
Marguerite de Rohan (1335-1406) e il marito Olivier V de Clisson connestabile di Francia.
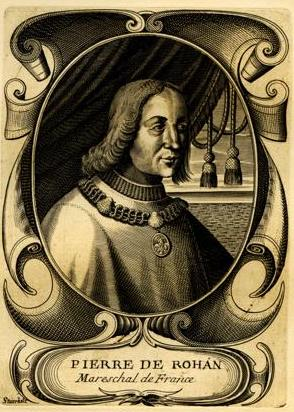
Pierre de Rohan-Guéméné dit le maréchal de Gié (1451–1513), maréchal de France.
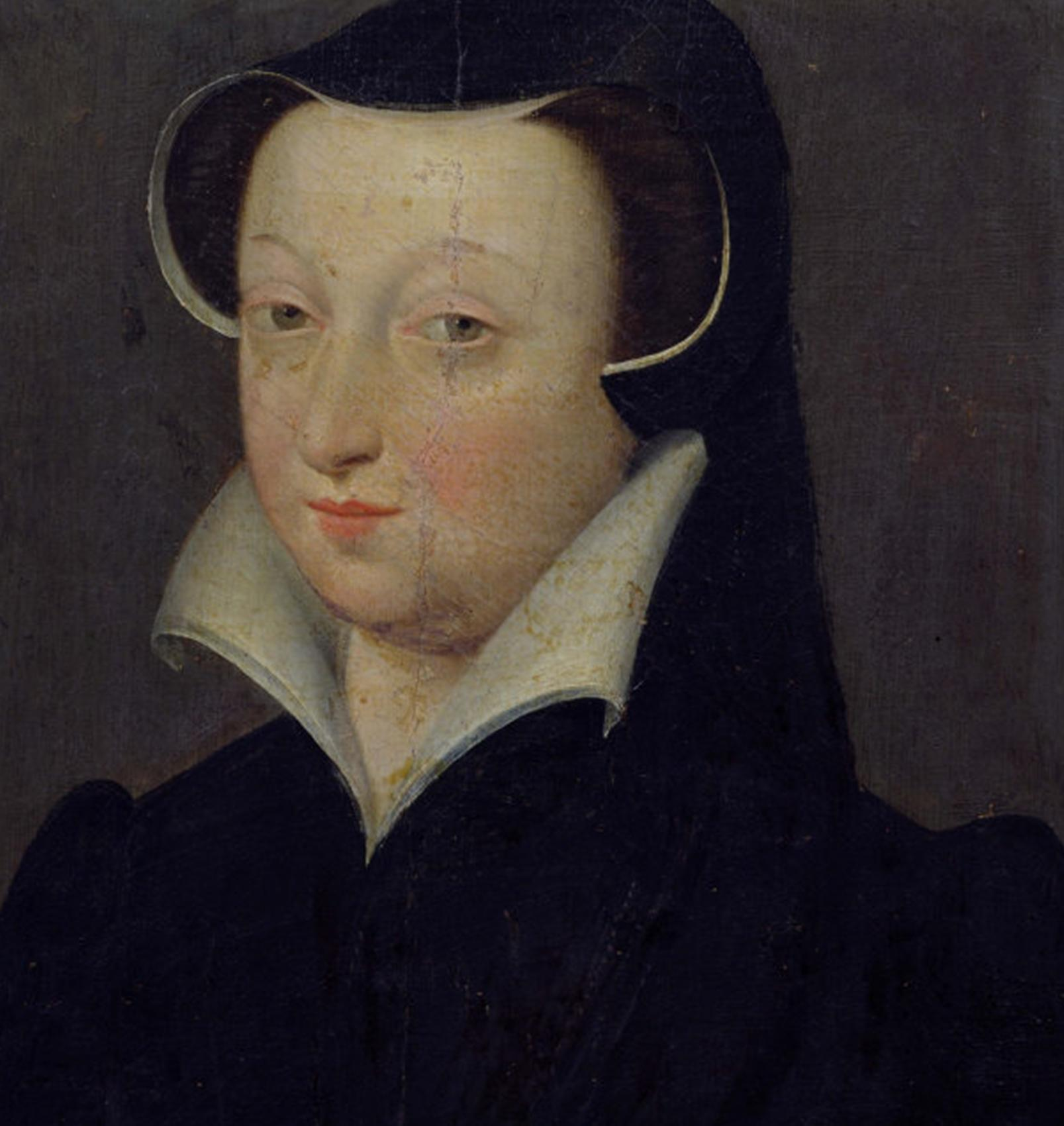
Jacqueline de Rohan-Gié (1520–1587), signora di Blandy-les-Tours, marchesa di Rothelin, principessa di Neuchâtel.
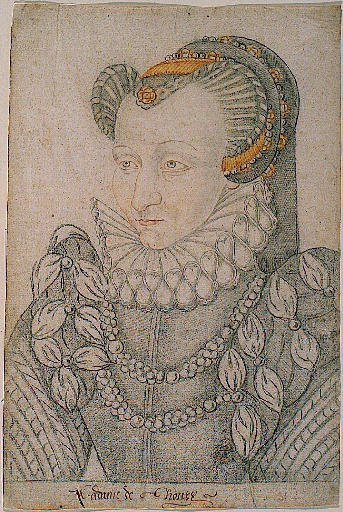
Claude de Rohan-Gié, contessa di Thoury
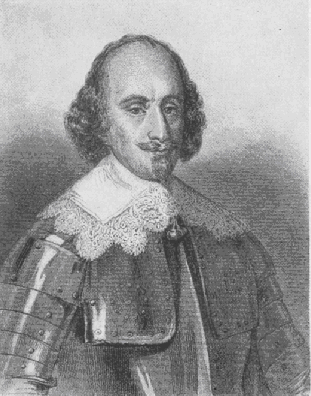
Enrico II di Rohan (1579-1638) visconte poi duca di Rohan, principe di Léon, generalissimo delle armate protestanti, ambasciatore di Francia, colonnello generale degli svizzeri e dei grigioni.
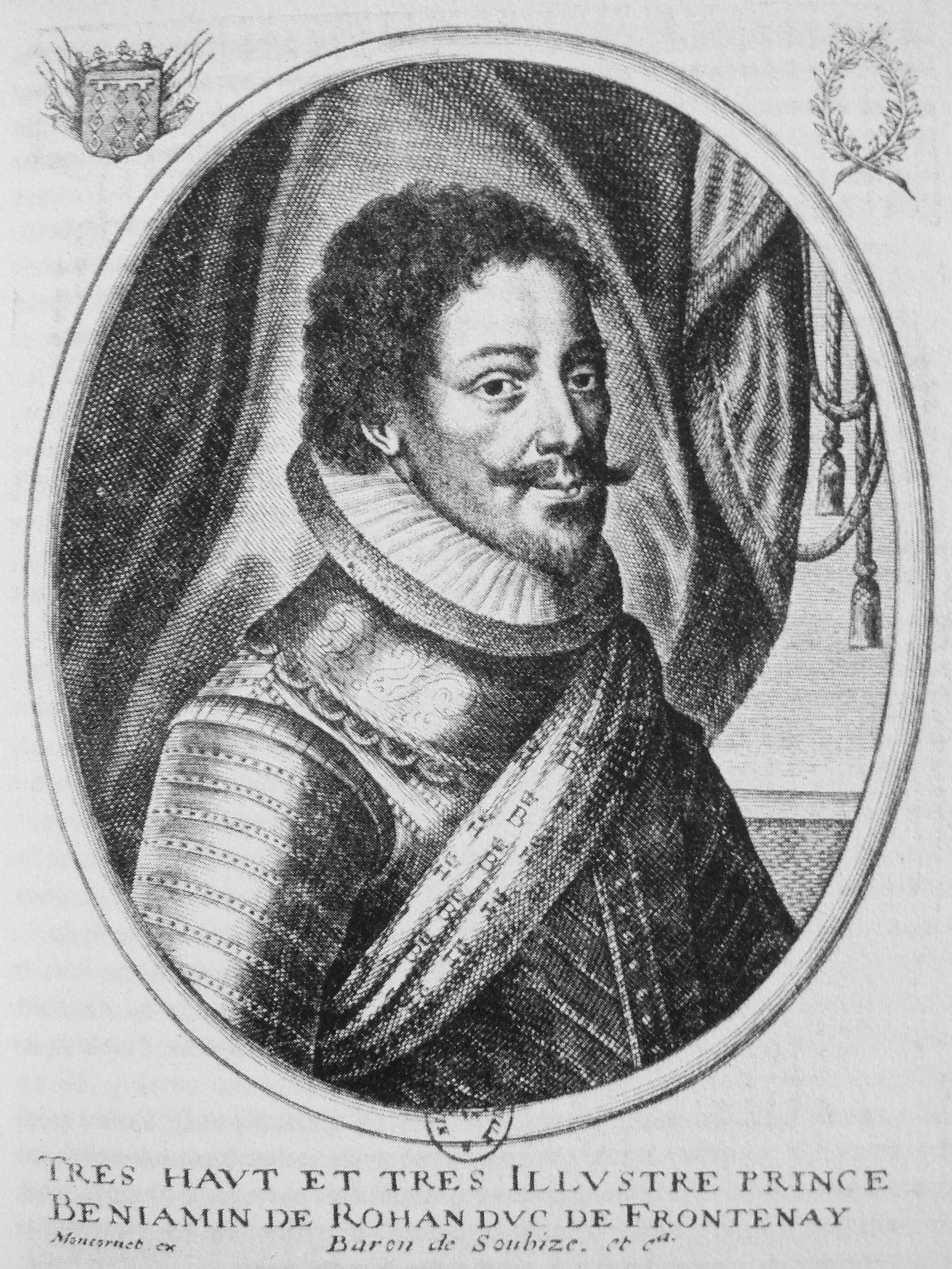
Beniamino di Rohan-Soubise (1583–1642) duca di Frontenay.
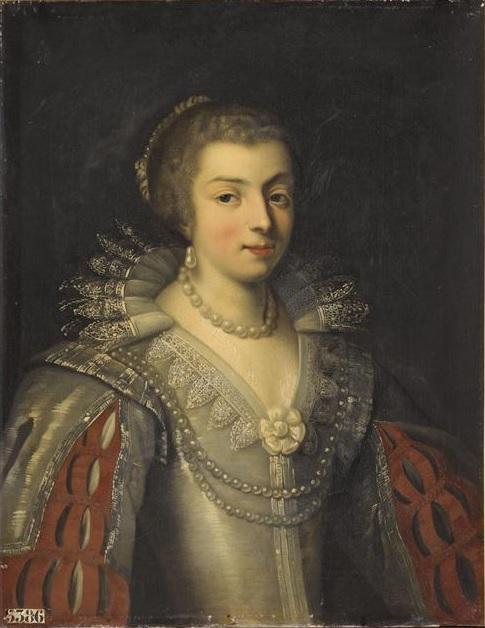
Marie Aimée de Rohan-Guéméné (1600–1679), duchessa di Luynes e di Chevreuse.
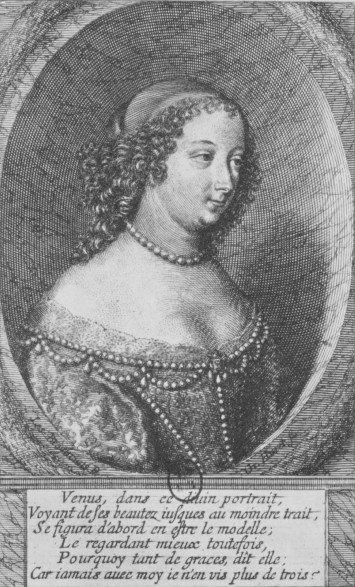
Marguerite de Rohan (1617–1684), principessa di Léon.
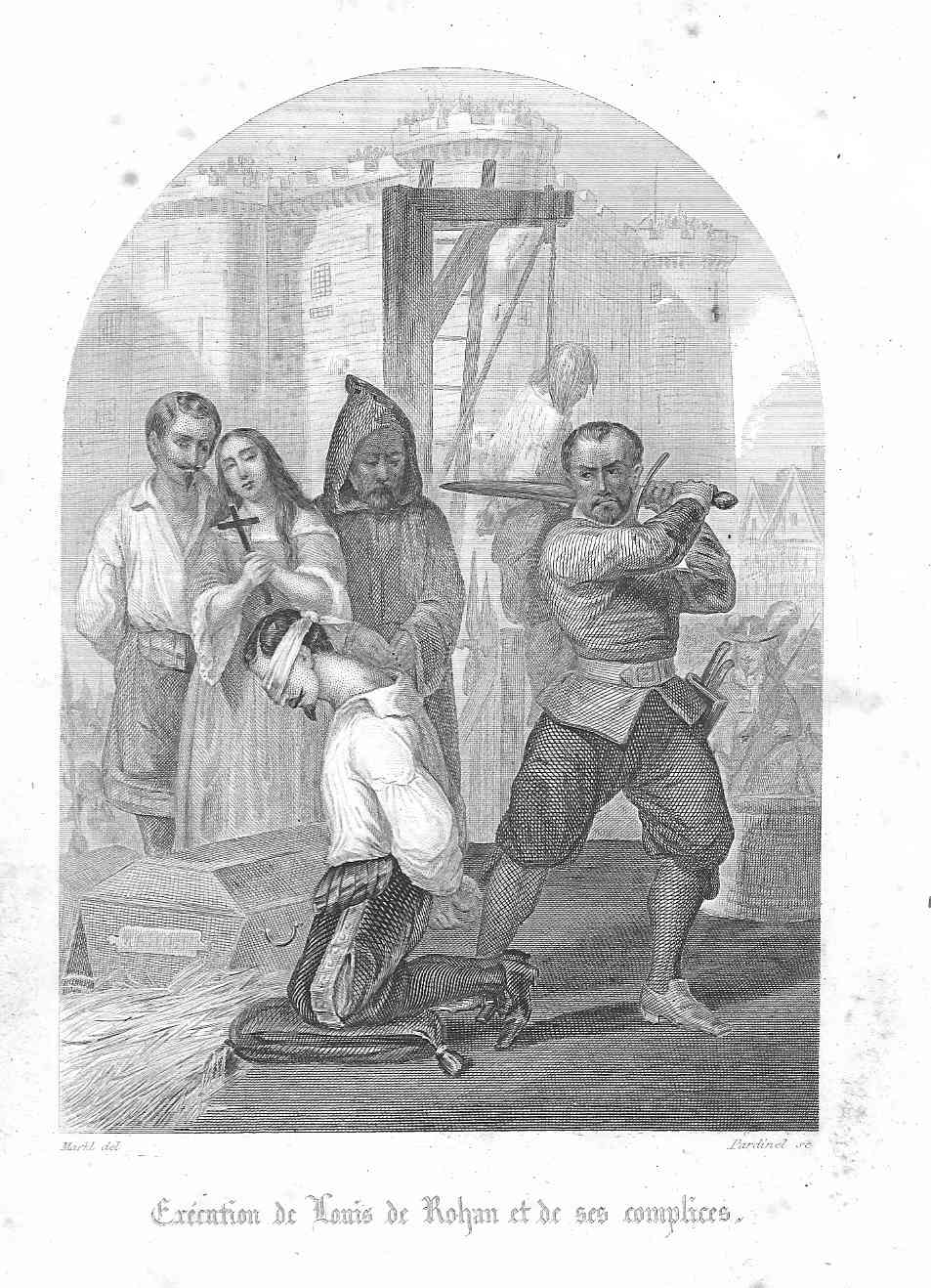
Louis de Rohan-Guéméné detto «il Cavaliere di Rohan » (1635–1674), Gran cacciatore di Francia, colonnello delle guardie di Luigi XIV.
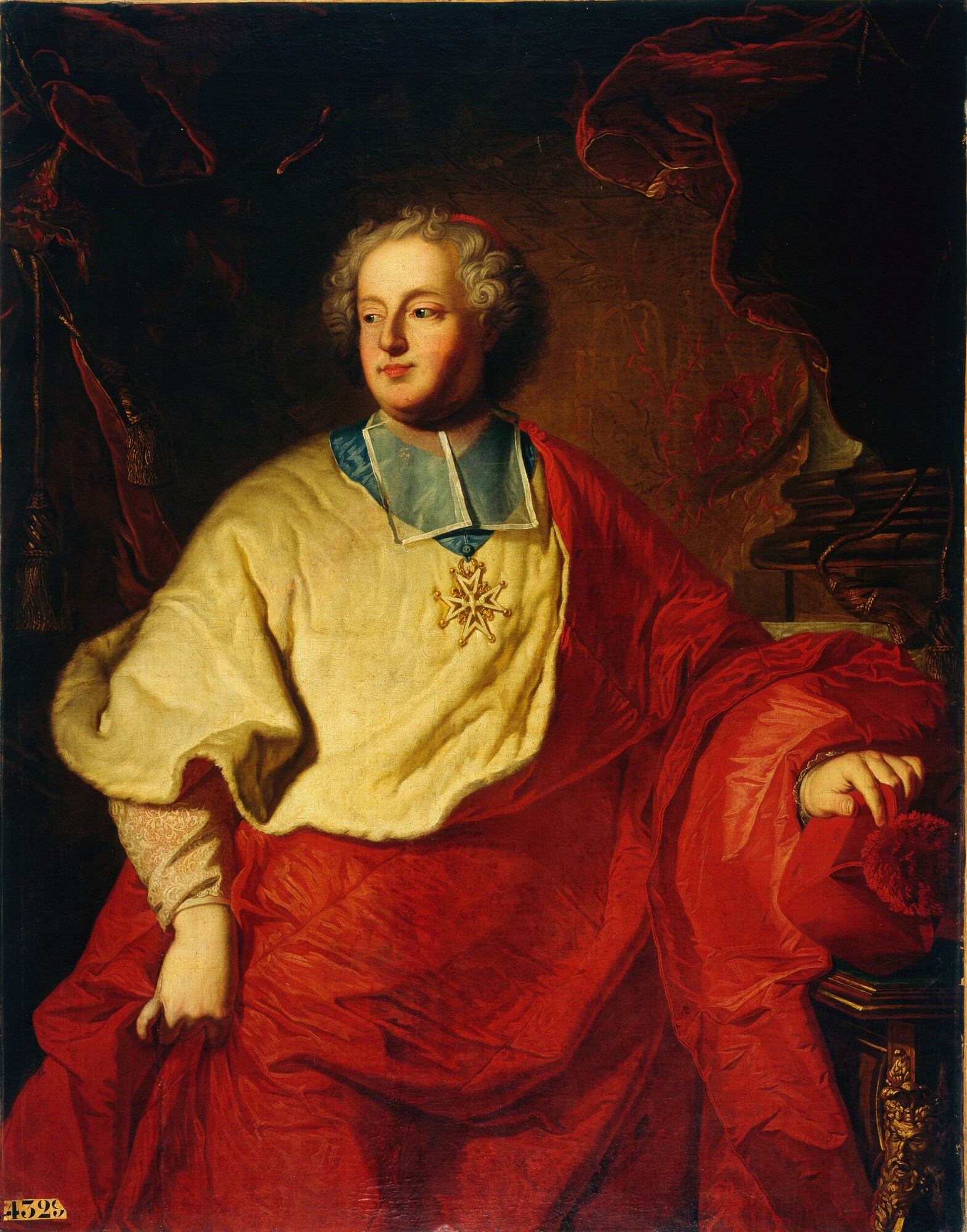
Armand I de Rohan-Soubise (1674–1749) principe di Rohan, principe di Soubise, vescovo di Strasburgo, cardinale, membro dell'Académie française, Grande elemosiniere di Francia.
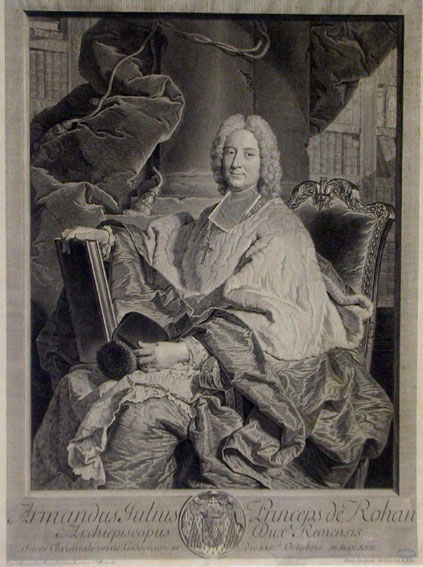
Armand-Jules de Rohan-Guémené (1695–1762) arcivescovo-duca di Reims e Pari di Francia.
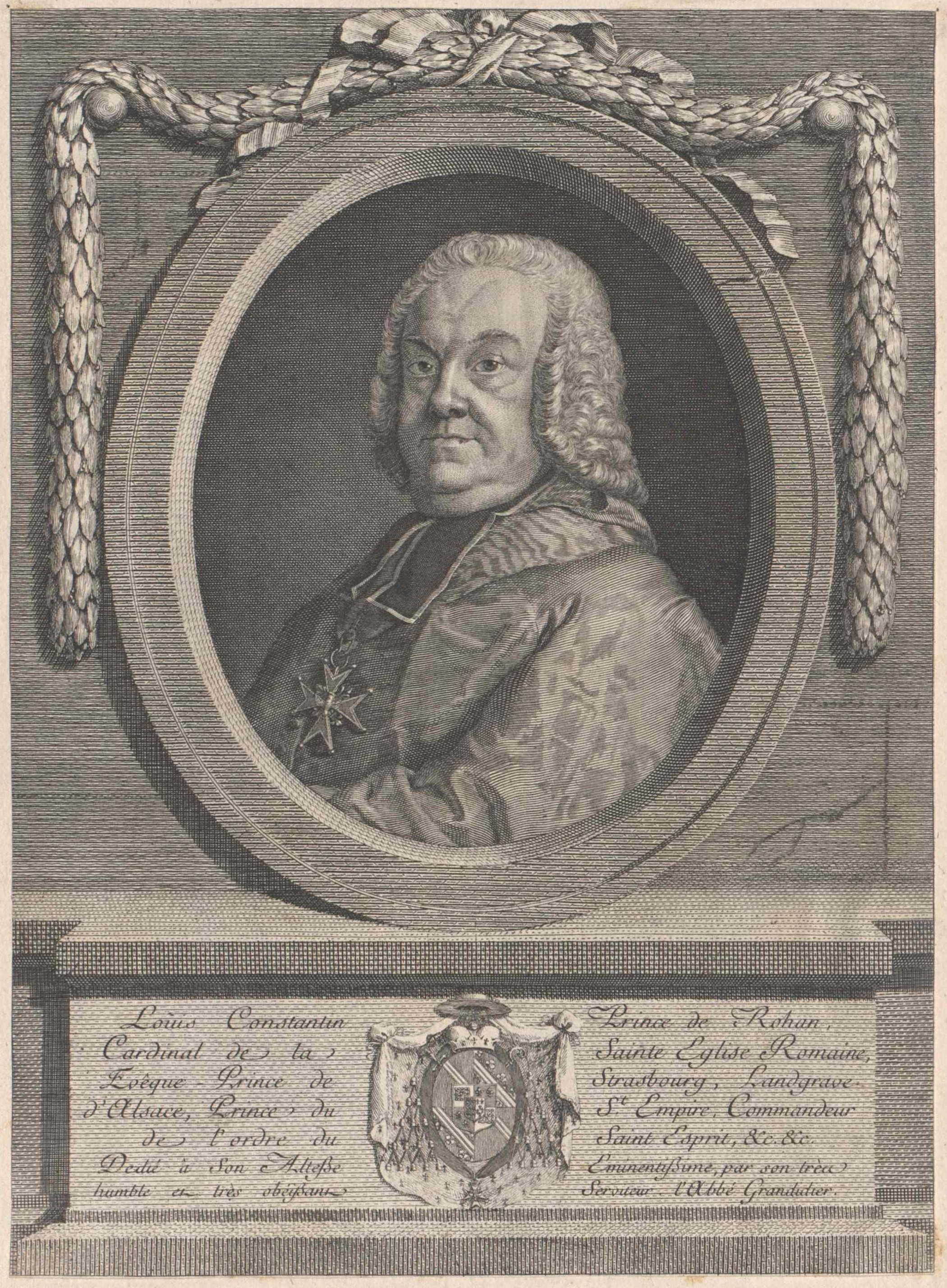
Louis-Constantin de Rohan detto « il Cardinale di Rohan » (1697–1779), vescovo di Strasburgo, cardinale.
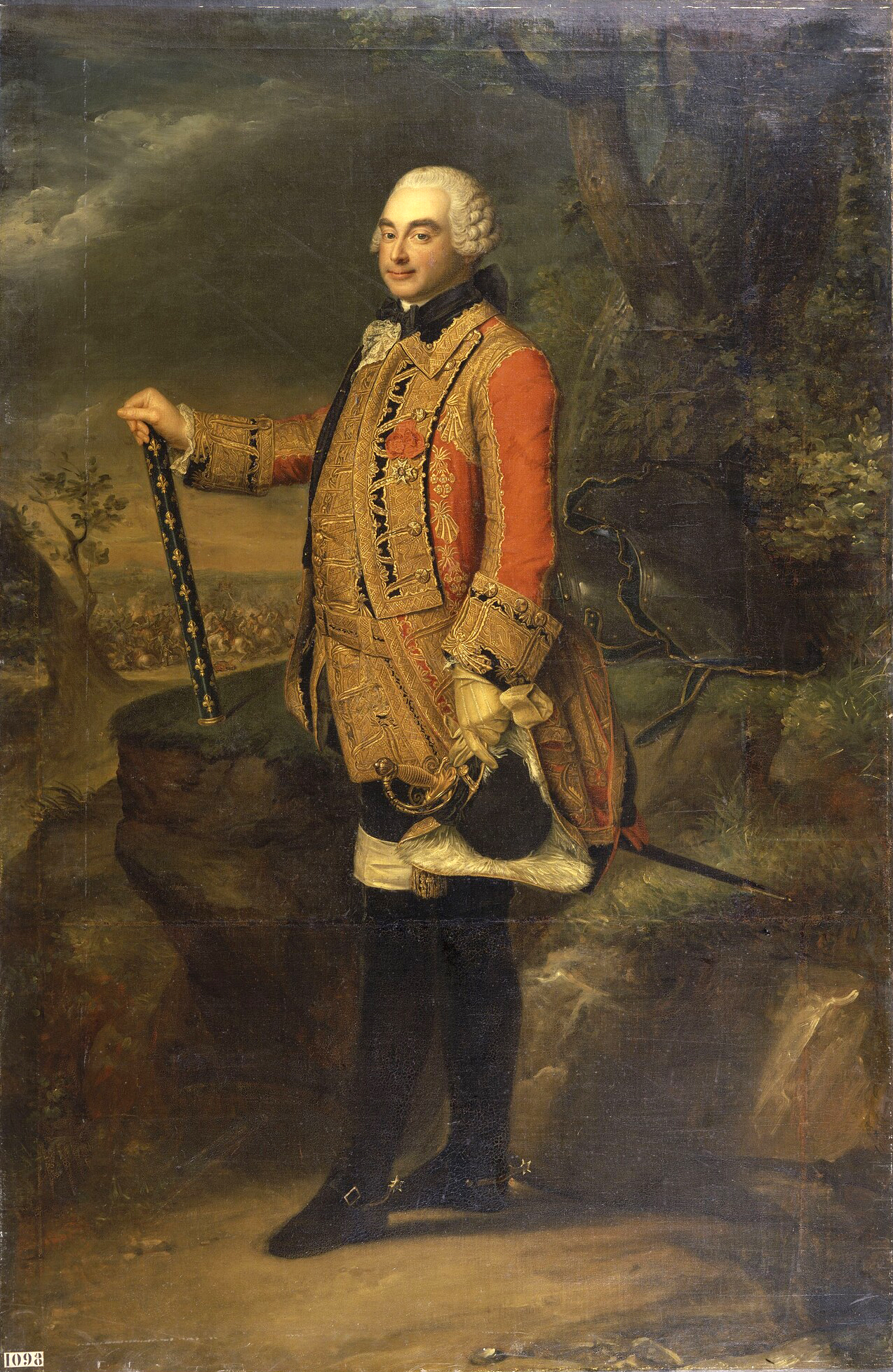
Carlo di Rohan-Soubise detto «il Maresciallo di Soubise » (1715–1787) principe di Soubise, duca di Rohan-Rohan, ministro dei re Luigi XV e Luigi XVI, maresciallo di Francia.
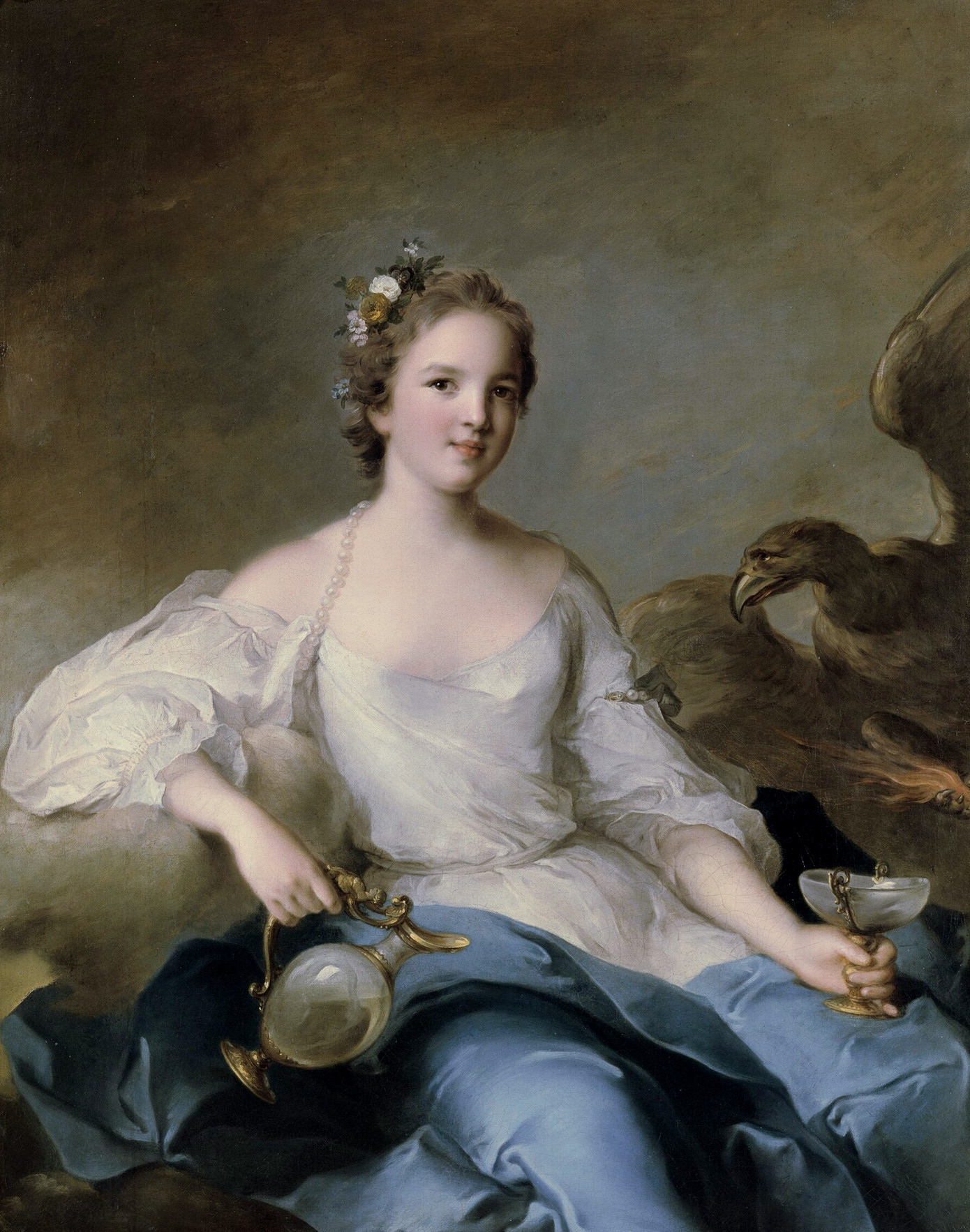
Charlotte Louise de Rohan-Guéméné, principessa di Masserano, detta « Mademoiselle de Rohan » (1722–1786).
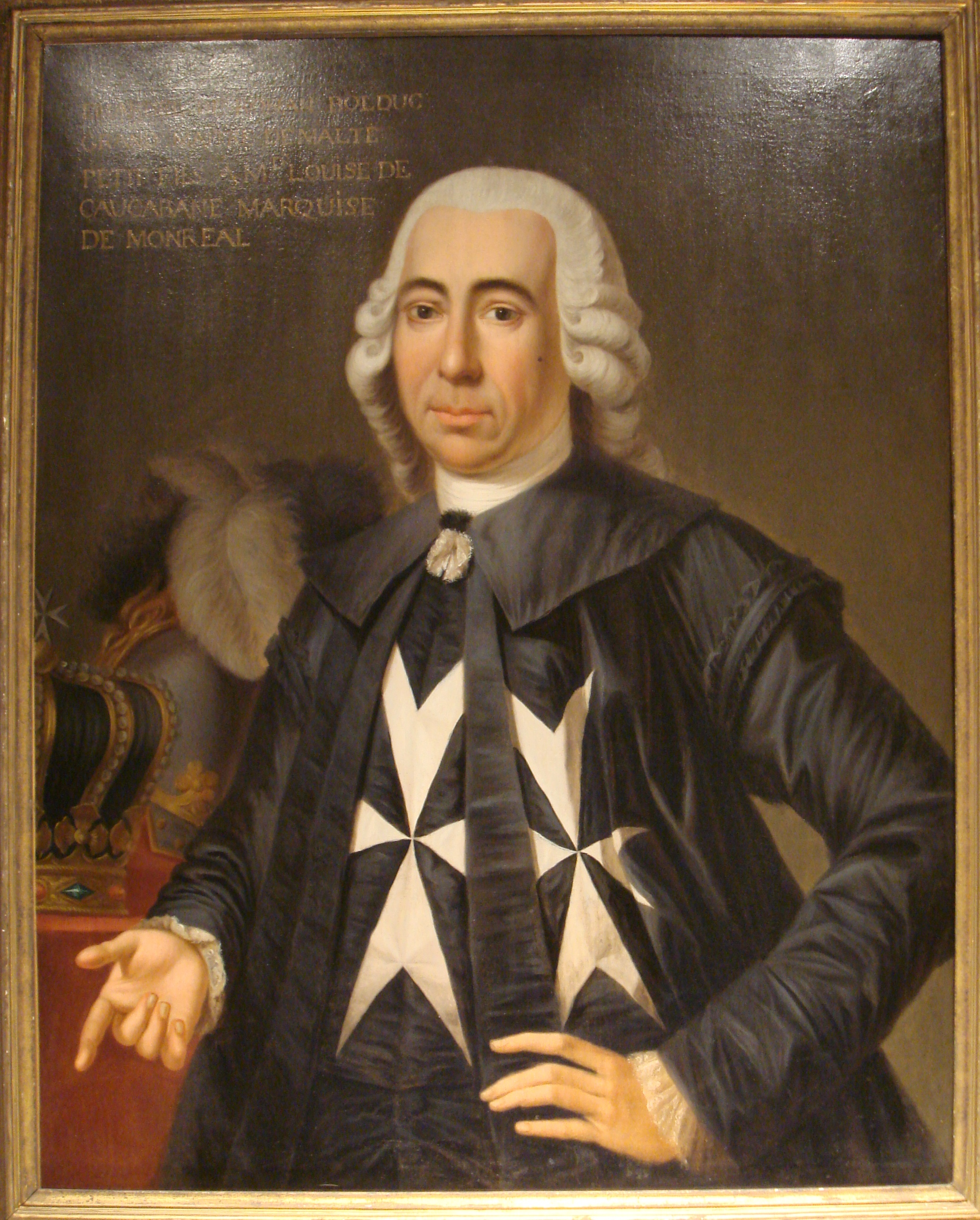
Emmanuel de Rohan-Polduc (1725-1797), ambasciatore, Generale delle Galere, cavaliere di Malta, gran maestro dell'Ordine di San Giovanni di Gerusalemme.
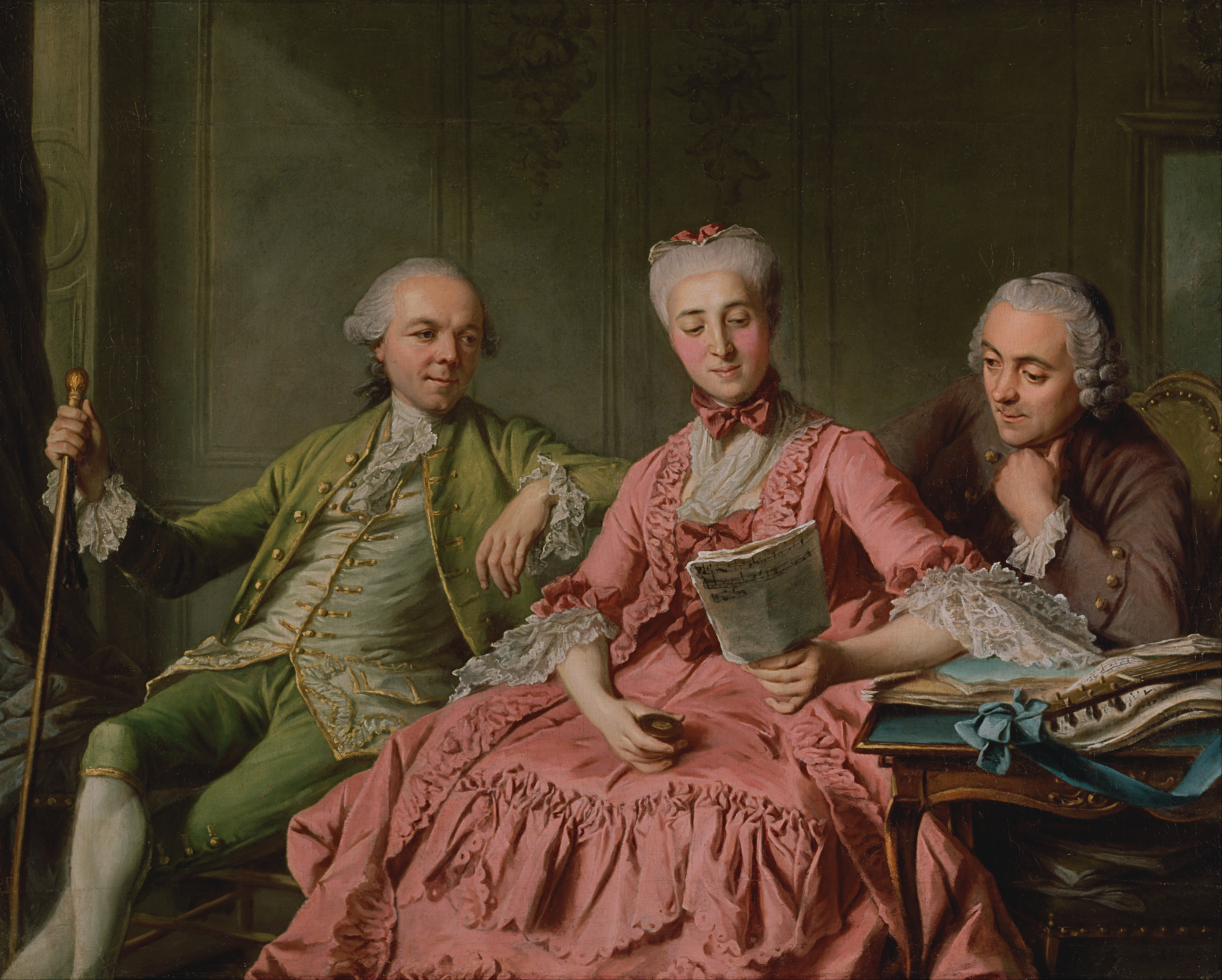
Louise de Rohan-Rochefort (1734–1815).
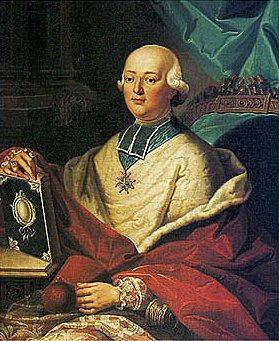
Louis-René-Édouard de Rohan-Guéménée (1734–1803), principe di Rohan, cardinale, arcivescovo di Stasburgo, membro dell'Académie française, gran elemosiniere del Re e proviseur della Sorbonne.
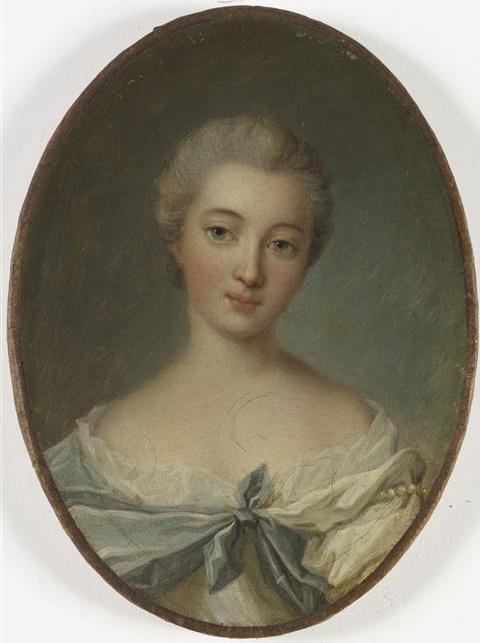
Charlotte de Rohan-Soubise (1737–1760), principessa di Condé.
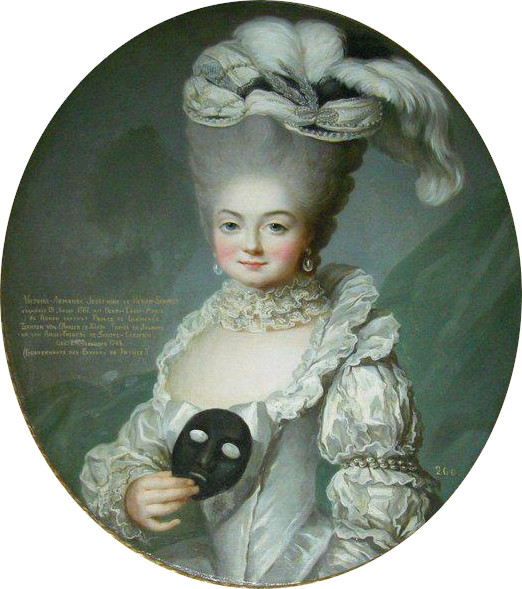
Victoire Armande Josèphe de Rohan-Soubise detta « Madame de Guéméné » (1743–1807), principessa di Maubuisson, governante dei figli di Francia.
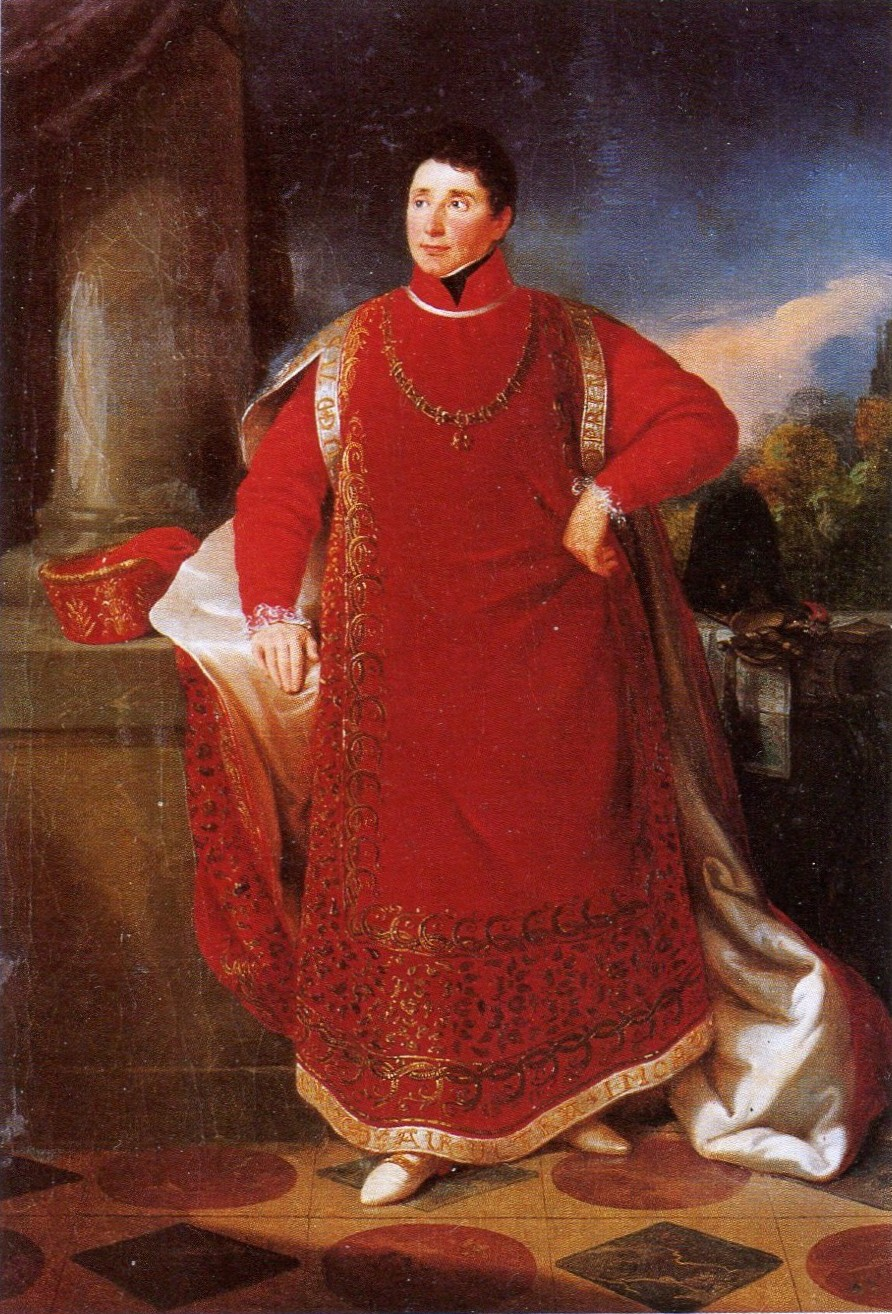
Charles Alain Gabriel de Rohan-Guéméné (1764–1836), duca di Montbazon, principe di Guéméné, duca di Bouillon.
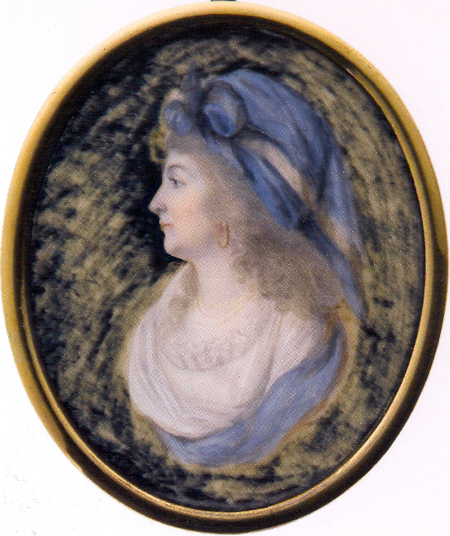
Carlotta di Rohan-Rochefort (1767–1841), moglie segreta di Luigi Antonio di Borbone-Condé, Duca d'Enghien.
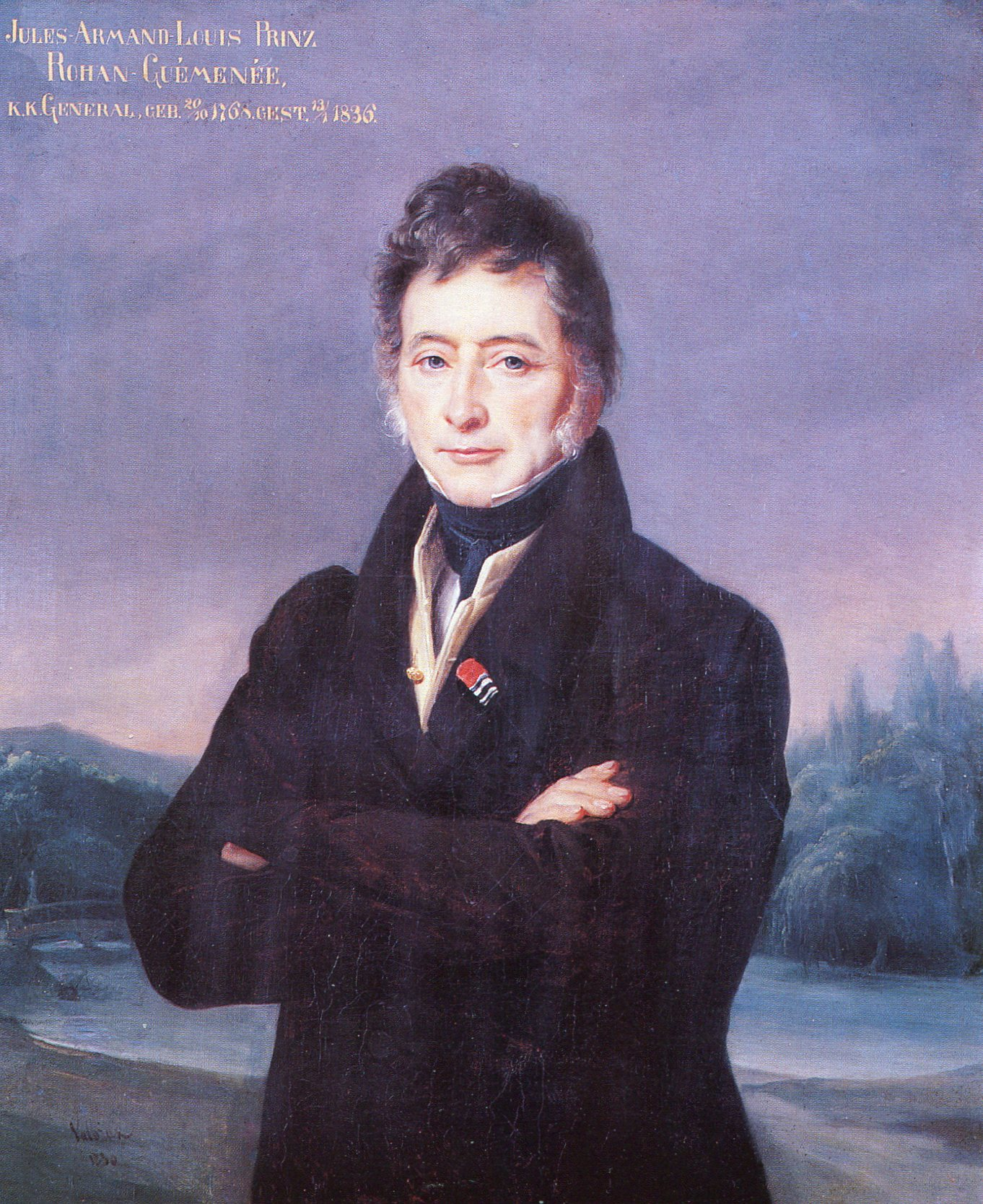
Jules Armand Louis de Rohan-Guémené (1768–1836).
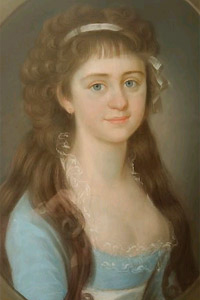
Marie Victoire de Rohan (1779–1836).

## I Rohan nei media
- Gaetano Donizetti compose un'opera, Maria di Rohan, trattando la vita di Marie de Rohan-Montbazon (1600-1679): essa venne rappresentata per la prima volta nel 1843.
- La figura del cardinale Louis-René-Édouard de Rohan-Guéménée è stata inserita nel film del 2001 L'intrigo della collana con l'interpretazione di Jonathan Pryce.